# 1930年中国
| 中国历史 / 中国历史年表                                                                                                   |
| 世紀： 19世纪中国 / 20世纪中国 / 21世纪中国                                                                               |
| 年代： 1900年代中国 / 1910年代中国 / 1920年代中国 / 1930年代中国 / 1940年代中国 / 1950年代中国大陆 / 1960年代中国大陆     |
| 年份： 1926年中国 / 1927年中国 / 1928年中国 / 1929年中国 / 1930年中国 / 1931年中国 / 1932年中国 / 1933年中国 / 1934年中国 |
| 纪年： 庚午年（马年）、中华民国19年                                                                                       |

## 大事記
- 中華書局出版聚珍仿宋版二十四史[1]:3755。
- 商務印書館影印出版百衲本二十四史[1]:3755。
- 反蔣同盟共有60萬大軍；蔣有100萬部隊，大部分駐守各地、維持治安[2]:106。

### 1月
- 中共中央軍事部決定統一全國紅軍之番號和編制，將幾支較大之紅軍編為中國工農紅軍一至八軍[1]:3525。
- 1月1日——國民政府主席蔣介石發表題為《以氣節廉恥為立黨立國之本》之元旦文告，指斥改組派等反蔣派「以投機取巧為智，以好亂反覆為勇」，稱「本黨同志苟能以各個的革命人格，團聚為整個黨的人格，則前途一切困難，一切敵人，皆如摧朽拉萎」；陸海空軍副司令閻錫山離太原經石家莊赴鄭州督師討伐唐生智，第二路軍總指揮劉峙令確山正面各部隊向唐部全線出擊，楊虎城部馮欽哉旅由劉崗突襲唐軍右側，下午占領唐總部駐地駐馬店，守軍潰散，唐僅以身免；國民政府發表授勳令，閻錫山給予一等寶鼎勳章，張學良給予青天白日勳章及一等寶鼎勳章，何應欽、朱培德、楊樹莊給予一等寶鼎勳章[1]:3509。
- 1月2日——唐生智以門炳岳師2個團、龔浩師1個團反攻駐馬店，被新十四師楊虎城部擊敗，全線動搖，1月4日拂曉前開始總退卻[1]:3510。
- 1月4日——閻錫山在鄭州召開軍事會議，決定先以徐源泉、王均、楊勝治、劉桂堂各師夾擊唐生智部，次日閻委韓復榘為北路軍前敵總指揮，王金鈺為中央軍司令，劉春榮為副司令，張德順為左翼軍司令，由韓復榘指揮南下討唐；第二路總指揮劉峙通電報捷，稱二路軍在平漢鐵路南段與唐生智軍激戰10餘日，是晨擊破唐軍，是役斃敵約六七千人，俘敵約五團，繳槍6,000餘支，大炮、機槍數十門[1]:3511。
- 1月5日——王金鈺、韓復榘等電勸唐生智解甲出洋，「免遭屠戮」，1月6日唐覆電表示願即將所部軍暫交劉興，即日出洋，但須保安全，並酌給川資，1月7日又電閻錫山自請下野，閻覆電允納，並委劉興為第八軍軍長，負責收撫唐部；贛、閩、粵三省集中14個團兵力，以金漢鼎為總指揮，對閩西革命根據地發動第二次「會剿」；毛澤東在古田就時局和紅軍行動問題覆紅四軍一縱隊司令員林彪信（即《星星之火，可以燎原》），指明中國革命之發展前途；紅四軍為粉碎蔣介石之贛、粵、閩三省「會剿」，實現「爭取江西」計劃，是日從古田出發，兵分兩路，由朱德率第一、三、四縱隊紅經連城、寧化越武夷山入江西，1月16日占廣昌，另一路由毛澤東率第二縱隊到龍岩地區迷惑敵人，掩護主力轉移移後，亦由連城、清流、寧化、歸化越武夷山入廣昌，到寧都東韶與朱德部會師[1]:3512。
- 1月6日——劉峙討唐第二路軍攻下河南遂平，唐部向郾城潰退，1月10日二路軍占郾城；原與唐生智合作之孫殿英在鄭州倒戈通電討唐；國民政府考試院、考選委員會、銓敍部同時成立，考試院長兼考選委員會委員長戴季陶、副院長孫科，考選委員會副委員長邵元沖宣誓就職；中國國民黨中常會決議任命蔣介石、吳敬恒、王寵惠、胡漢民、鄧澤如、古應芬、戴季陶、邵元沖、葉楚傖、林森、張繼11人為黨史委員會委員；王金鈺在鄭州通電繼何成濬任第九軍軍長[1]:3513。
- 1月7日——石友三之代表關樹人到南京見蔣介石，商洽該部駐防問題，1月9日石電蔣介石，表示竭誠擁護中央；閻錫山委萬選才為第二十五路軍總指揮，萬之代表吳邦杰是日由河南到南京謁見蔣介石，報告該部「一致效命中央，誓死不渝」，並請示討唐機宜；蔣介石任命何鍵為第十五師師長，羅藩瀛為第十六師師長，即日起取消新編第七師及新編第八師番號，改用陸軍第十五師及第十六師番號；陸海空軍副司令閻錫山委任孫殿英為第十四軍軍長，是日孫通電在許昌就職；閻錫山委第三十三師師長孫楚為第二十三路軍總指揮兼鄭州警備司令[1]:3514。
- 1月9日——唐生智通電下野，表示悔過，即日出洋，請中央不咎既往，並電何應欽要求保證其生命安全[1]:3515。
- 1月11日——中國國民黨中央監察委員會以汪精衛「勾結陳公博、顧孟餘等設立小組織」，並「應各叛將之請，回香港主持逆謀……以圖壞破中央，顛覆黨國」，議決永遠開除其黨籍，1月13日汪發表《怎樣樹立民主勢力書》，指責南京「不但不能掃蕩反革命，反與反革命勢力結合一致」，「有黨治之名而實與之反」，稱「要為樹立民主勢力而努力」[1]:3517。
- 1月12日——日本政府任命駐上海總領事重光葵為駐華代理公使，國民政府拒絕小幡使華事結束[1]:3517。
- 1月13日——國民政府任命臧式毅為遼寧省政府委員，並指定為主席，准原省政府委員兼主席翟文選辭職[1]:3518。
- 1月14日——河南省政府主席韓復榘通電辭本兼各職，電稱：「半生戎馬，未諳政治，復值豫省連遭災祲，既乏術以拯救，而軍事迭興，又無力以制止。」，1月16日蔣介石覆電挽留，1月18日馬福祥奉蔣命赴汴慰勉韓繼續供職，並商收拾豫局；汪精衛再發《怎樣樹立民主政治宣言》一文，稱：「我們主張勵行黨治，完全為的是促進民主勢力以實現民主政治。」，「南京當局假黨治之名，以摧殘民主勢力，是我們所要根本推翻的。」[1]:3518
- 1月15日——廣州市改特別市[1]:3519。
- 1月16日——中國國民黨中央執委會常會決議，選任宋子文為國民政府委員兼行政院副院長[1]:3519。
- 1月17日——國民政府令：自本年10月10日起，所有全國厘金及類似厘金之一切捐稅，一律裁撤[1]:3520。
- 1月20日——閻錫山撤銷在鄭州之副司令行營，令孫楚師回河北；國民政府任命靳雲鶚、詹旭初為軍事參議院參議，莫德惠為中東鐵路督辦[1]:3521。
- 1月21日——蔣介石電韓復榘、石友三，任命石為河南省清鄉總指揮，歸韓節制指揮，所部離蚌移駐歸（德）、亳（州）；莫德惠向南京請辭中蘇會議代表，希望外交部長自當全權之任，「俾外交一貫，責有攸歸」[1]:3522。
- 1月22日——閻錫山在太原總部補行陸海空軍副司令宣誓典禮，吳鐵城監誓，閻發表對抗蔣之演說，提出建立「整個的黨，統一的國」之主張，要求蔣「禮諒為國」，表示願與蔣一起下野；汪精衛應閻錫山之邀商談聯合反蔣，特派王法勤、陳公博北上聯絡，是日陳離開香港繞道日本北上，於3月間抵天津[1]:3522。
- 1月24日——衛立煌通電就第八軍軍長職[1]:3523。
- 1月25日——何成濬辭湖北省政府主席，專辦軍務，國民政府是復電慰留，1月31日何自漢乘飛機到南京見蔣介石，仍堅持[1]:3523。
- 1月26日——蘇聯政府宣布中蘇會議無限展期[1]:3524。
- 1月27日——國民政府令任命王金鈺為安徽省政府委員，並指定為主席，免去石友三安徽省政府委員兼主席職，1月30日王金鈺電蔣介石辭安徽省主席職；國民政府任命馬吉第、馮象鼎為軍事參議院參議[1]:3524。
- 1月31日——國民政府以「首都警政腐敗」，撤銷姚琮警察廳長職務，遺缺以憲兵司令吳思豫繼任，憲兵司令一職由國民政府警衛團長俞濟時代理；上海南洋兄弟煙草公司受外貨競爭影響，宣告停頓[1]:3525。

### 2月
- 2月下旬——中共湘贛邊界特委以整編地方武裝、研究攻打吉安之名，通知邊界各縣主要負責人帶領本縣武裝到永新城集中，原井岡山地區綠林頭領、受毛澤東團結改造加入中國共產黨擔任紅五軍第五縱隊領導之王佐、袁文才率部開進永新城，邊界特委書記朱昌偕誤認為王佐、袁文才會叛變，率部包圍其住所，將袁文才槍殺，王佐逃離，在涉水過河時溺死[1]:3545。
- 2月1日——財政、工商兩部會擬救金融辦法，呈報行政院監核，其主要內容為：一、關稅改收金幣，二、發行專為納稅用之金券，三、廢兩改元，統一貨幣，四、增加生產，五、便利交通，六、提倡國貨，七、免除苛稅，八、開採東三省、西藏等處金礦，2月4日行政院會議決議，除開採金礦由財政、農礦兩部妥籌計劃外，餘准備案；俞作豫率領廣西警第五大隊在廣西龍州起義，成立中國工農紅軍第八軍，俞作豫任軍長，鄧斌（鄧小平）兼政治委員，李明瑞任紅七、紅八軍總指揮，同時成立左江革命委員會，王逸任主席，俞作豫、何世昌、何鍵南等為委員，左右江根據地從此連成一片；美國任駐華公使詹森抵達南京，向國民政府主席蔣介石呈遞國書；日本新任駐上海領事（代理總領事職務）三浦義秋抵達上海[1]:3525-3526。
- 2月3日——國民政府特任賀耀組繼何成濬為國民政府參軍長[1]:3527。
- 2月5日——中國國民黨中央政治會議討論伯力協定補救辦法，大致議定：關於恢復中東路原狀及互釋僑民，因事實上已生效力，不得不承認；關於恢復中蘇國交及中蘇通商，暫作懸案；關於蘇俄在東北商業機關，可以恢復，但不得為「宣傳赤化」之所；關於解除白俄武裝，驅逐出境，正式會議中須聲明中國決不利用白俄顛覆蘇俄[1]:3528。
- 2月6日——蔣介石委楊為長江要塞總司令，將鎮江、吳淞、江寧、江陰、鎮海五區要塞劃歸指揮[1]:3529。
- 2月7日——毛澤東在吉安之陂頭主持召開紅四軍前委、贛西特委及紅五、六軍軍委聯席會議（即「二七」會議），討論擴大紅色區域，深入土地革命，發展工農武裝，為奪取江西全省而鬥爭等問題，2月9日結束[1]:3530。
- 2月9日——蔣介石致電閻錫山，稱平定兩粵，極有把握；請敦促趙戴文早日來京，共商大計；並說：今日中國危險已達極點，救國之事與禍國之罪皆由我兩人實負此責；暗示閻要慎重，不要蠢動[1]:3531。
- 2月10日——國民政府五院院長譚延闓、胡漢民、王寵惠、戴季陶、趙戴文聯名發表《告全國軍人書》，重申「和平統一為政府之根本大策」，痛斥「挑撥離間」、「稱兵作亂」者之非，要求全體軍人力行四項要旨：一、須視軍隊為國家之武力，二、須從保障國家生存中求本身之生存，三、須不存利用別人之心而亦不可為別人所利用，四、須居心作事光明磊落不必多所疑猜，並稱：「中央所知且必力行者，惟在抑制內戰，實施編遣，以完成統一，保障和平。故凡稱兵作亂，擾亂和平者，中央必根據人民之要求，以之為人民公敵，且為謀國家之統一與獨立，是萬不得已而討伐之。」，2月14日、2月17日，何成濬、陳調元分別復電響應[1]:3531。
- 2月11日——蔣介石電武漢行營，在何應欽未到前，由何成濬代行行營主任職權，2月12日何到職視事[1]:3532。
- 2月15日——國民政府特派莫德惠為中蘇會議全權代表，解決中東路善後問題[1]:3534。
- 2月18日——上海特別市長張群奉命赴福建查辦政變，是日在福州遇刺，張因赴宴未回幸免，副官一人受傷[1]:3537。
- 2月19日——國民政府令准湖北省警備司令夏斗寅辭職[1]:3538。
- 2月20日——鹿鍾麟等通電反對南京三中全會，並推閻錫山為全國陸海空軍總司令，馮玉祥、李宗仁、張學良為副司令[1]:3538。

### 3月
- 中國國民黨中央政治會議議決廢除道制，定地方行政區域為省、縣二級，內政部通咨各省政府將所有道尹公署或類似之特種行政機關一律裁廢，以符現制[1]:3564。
- 3月下旬——朱德、毛澤東率紅四軍下江西南部南康，到新城，指向南雄，江西省政府懸賞緝拿朱德、毛澤東，生擒者5萬元，擊斃者3萬元[1]:3564。
- 3月1日——中國國民黨第三屆中央執行委員第三次全體會議在南京開幕，出席執監委員、候補執監委員44人，下午舉行第一次會議，議決：一、中執委汪精衛業經開除黨籍，遺缺以候補執委丁超五遞補，二、閻錫山受黨國重任，並為中央執委，乃於最近聯合武人，倡為謬說，違反黨紀，動搖人心，並有調遣軍隊、破壞交通情事，應即設法制裁，特派李石曾、張繼、趙戴文切實查明真相；張學良通電勸蔣、閻息爭，謂「政見無妨磋議，而不可為意氣用事之爭，武力有時必需，而不可為萁豆相煎之具」，望「融袍澤之意見，剖兵戰之凶危，一本黨國付與之權能，實施領袖群倫之工作」；江海關改為徵收金單位幣後，因金價漲落不定，外滙滙率時有變更，海關總稅務司報經財政部批准，是日起以滙豐銀行掛牌價格為標準，按日公布各國貨幣換算率[1]:3546-3547。
- 3月2日——「中國左翼作家聯盟」在上海北四川路中華藝術大學召開成立大會；朱德、毛澤東、彭德懷、黃公略紅軍圍攻江西吉水唐雲山旅，是日成光耀旅、朱耀華旅到達城郊，紅軍退富都[1]:3547。
- 3月3日——閻錫山電中國國民黨中央、國民政府，稱：「錫山以衰病之軀，久思退休，重以主張國事，未蒙鑒納，自應請准開去本兼各職，以遂初衷。」；國民政府令准安徽省政府主席王金鈺辭職，任命馬福祥為安徽省政府委員，並指定馬為主席；國民政府准免朱綬光軍政部代理部長職務，特任何應欽兼軍政部長；國民政府任命馬玉仁為軍事參議院參議[1]:3548-3549
- 3月4日——陸海空軍總司令部令淞滬警備司令熊式輝下令密緝中共中央總書記向忠發、組織部長周恩來、宣傳部長李立三、軍事部歐陽欽等；國民政府任命夏斗寅兼武漢警備司令[1]:3550。
- 3月5日——閻錫山決調晉軍南下，以傅作義為津浦線北段總指揮；陸海空軍總司令部准王金鈺辭第四十七師師長兼職，遺缺以旅長上官雲相繼任，次日蔣電委王為平漢南段警備司令[1]:3550。
- 3月6日——中國國民黨三中全會第五次大會通過籌集首都建設經費案等決議案23件，下午全會閉幕，大會宣言指出：今後必須注全力於地方自治工作；以舉國之心思、財力，發展各種基本工業；普及三民主義教育[1]:3551。
- 3月7日——編遣委員會通告各軍、師，國民政府迭經張學良呈請，已准予撤銷王克敏、顧維鈞、梁士詒三人通緝令；國民政府訓令直轄各機關，各地軍民長官嗣後不得直接派遣陸軍學生赴外國留學[1]:3551。
- 3月8日——馮玉祥在太原拒見賓客，與閻錫山長談數小時後，於晚8時離開太原秘密回陝西；國民政府任命魏益三為軍事參議院參議[1]:3551-3552。
- 3月9日——閻錫山、馮玉祥、李宗仁受所部將領擁戴為陸海空軍總、副司令，總部設在太原，任劉驥為總參謀長；馬鴻逵在浦口就「討逆軍」第十五路總指揮職[1]:3552。
- 3月10日——國民政府令准閻錫山辭去本兼各職，特派閻錫山赴歐美各國考實業，當晚又將命令撤回，並通知各報勿登載；閻錫山致電馬福祥，稱「和平本屬素志，下野休養，早具決心，日內即返五台，料理家事就緒，即行出洋」；馮玉祥與閻錫山商妥共同倒蔣後，是日自太原返抵潼關，同日西北軍將領23人由鹿鍾麟領銜，由潼關發出留閻通電，望「消除患難，打消去志」，表示「自願追隨百公之後，奮鬥到底」；晉軍退出河南境，石友三軍由鄭州開抵新鄉，韓復榘部經道口開往彰德聯絡北進；蔣介石任命第十八師師長張輝瓚為江西全省剿匪總指揮，所有駐江西部隊概歸其指揮[1]:3552。
- 3月11日——馮玉祥在潼關召開西北軍師長以上將領會議，宣布聯閻打蔣，會上除師長葛運隆主張討蔣外，多數未表態[1]:3552-3553。
- 3月12日——陸海空軍總司令部任命顧祝同為「討逆軍」第十六路總指揮，是日顧率部進駐濟南；陳調元通電，在濟南就「討逆軍」第一總預備隊總指揮職，3月23日蔣委陳為第一路總指揮；外交部長王正廷與日本代使重光葵在南京簽訂中日關稅草約[1]:3553。
- 3月13日——汪精衛致函覃振，主張以黨馭軍，謂「此後新舊忠實同志之合作，應以如何始能以黨馭軍為懸前待決之根本問題」；吳敬恆致電馮玉祥勸摒棄干戈，3月14日馮覆吳電，斥吳「不言黨了，又不言革命了，亦不言真理是非了，蒼髯老賊，皓首匹夫，變節為一人之走狗」，3月18日吳覆馮電，再請「俯納前電之意」[1]:3553。
- 3月14日——國民政府國務會議議決改組江蘇、安徽兩省政府，以葉楚傖為江蘇省政府主席，馬福祥為安徽省政府主席[1]:3554。
- 3月15日——西北軍高級將領鹿鐘麟、宋哲元、石敬亭、劉郁芬、孫良誠、孫連仲、張維璽等臨時會議，決定鹿即解除西北軍代理總司令職務，軍隊仍由馮玉祥統率，繼續沿隴海鐵路進軍，要求閻錫山陸續接濟軍隊給養；第二、三、四集團軍將領鹿鐘麟、商震、黃紹竑等57人通電討伐蔣介石，略稱蔣介石「竊據中樞，毒痡四海，邦基杌隉，日即傾危」，歷數其六大罪狀，表示誓殲殘賊，並加推李宗仁為陸海空軍副司令，擁護閻錫山、馮玉祥、張學良、李宗仁領導討賊，形成閻、馮反蔣聯盟；中國國民黨全國訓練會議在南京開幕，3月18日第二次大會通過開除閻錫山黨籍並明令討伐案、統一並推進各級黨部訓練工作案等多案，3月20日閉幕[1]:3554-3555。
- 3月16日——討桂軍下總攻令，第六、八兩路軍進攻南寧、柳州，第六路軍總部移梧州；鹿鐘麟致函蔣介石，責其以總理自居，而事事反其道而行之，據黨私有，使自身與黨國不分，北伐完成，攘為己功，排除異己，不遺餘力，陝甘災荒，充耳不聞，勸其「翻然悔悟，急流勇退，即日宣布下野」；蔣介石任命王金鈺兼第二總預備隊總指揮，第六師趙觀濤部歸王指揮，委徐源泉為「討逆軍」鄂北總指揮，限所部20日前集中襄樊，駐防鄂北各部交徐指揮[1]:3555。
- 3月17日——馮玉祥抵陝縣，向西北軍下動員令，所部張維璽、劉汝明部旋即由紫荊關東進，龐炳勳部前鋒抵洛陽，萬選才部聚集汜水、鞏縣一帶[1]:3555-3556。
- 3月18日——蔣介石電在廣東各軍，限十日內解決桂局，3月20日第六、八兩路軍會攻桂平縣，朱紹良親往前線督師，3月25日第四路軍攻入桂林；鄂東北、豫東南和皖西北紅軍合編為紅一軍[1]:3557。
- 3月19日——北平市黨部被封，封條署名為「中國國民黨北平特別市各區分部聯合辦事處」；蔣介石任命何應欽為平漢路總指揮，朱培德為津浦路總指揮，王金鈺為第二路總指揮，3月20日命顧祝同移駐山東南部；蔣介石委第十一師師師長陳誠為蚌埠戒嚴司令，3月24日蚌埠宣布戒嚴；中國國民黨中央政治會議決議，准葉楚傖辭政治會議秘書長兼職，由陳立夫繼任[1]:3557-3558。
- 3月20日——北平中國國民黨各省市黨部聯合辦事處電閻錫山，促就陸海空軍總司令職，3月23日閻覆電稱：「自當即日就職，與我諸同志戮力同心，共奠國基。」；蔣介石偕宋美齡離開南京檢閱滬寧、滬杭甬沿線部隊，次日到上海，3月22日返奉化原籍；北平中國國民黨河北省黨部被封，封條署名為「河北省各縣市黨部聯合會」；國民政府據3月5日中國國民黨三中全會決議訓令訓練總監部，軍隊政治訓練事宜應歸并各該級軍隊特別黨部辦理，除訓練總監政治訓練處以外，各級政治訓練處一律裁撤；國民政府任命鈕永建代理內政部長；國民政府據3月13日中國國民黨中常會決議，訓令直轄各機關，在國歌未制定前，以黨歌代替[1]:3558-3559
- 3月21日——閻錫山委徐永昌為前敵總指揮，張蔭梧為津浦路前敵總司令，孫楚為平漢線前敵總司令，傅作義為預備隊總指揮[1]:3559。
- 3月24日——汪精衛自香港電閻錫山，請閻在主持討蔣軍事同時，組織國民政府，並擔任國民政府主席[1]:3560。
- 3月26日——馮軍孫良誠部兵不血刃占洛陽，西北軍先頭部隊已過鞏縣東進[1]:3561。
- 3月28日——晉軍重占德州，趕修黃河涯鐵橋，准備南進，魯軍未奉中央令未加抵抗，節節後退[1]:3562。
- 3月29日——國民政府特派韓復榘為冀魯豫剿匪總指揮，同日韓奉令移防濟寧[1]:3562。
- 3月30日——閻錫山下令結束第三集團軍辦事處及第三編遺區辦事處，在太原設立中華民國陸軍第三方面軍總司令部，委徐永昌為總司令[1]:3563。

### 4月
- 4月1日——閻錫山通電在太原就陸海空軍總司令職，通電宣布：「將統率各軍，陳師中原，以救黨國。」，閻設總司令部於石家莊，編桂軍為第一方面軍以李宗仁為總司令，出衡陽、攻長沙，西北軍為第二方面軍以鹿鐘麟為總司令，擔任平漢鐵路作戰，第四方面軍以石友三為總司令，由魯西南之濟寧會攻濟南，內定張學良、劉文輝、何鍵、樊鍾秀為第五、六、七、八方面軍總司令，以西北軍、晉軍為主力，迅即開赴隴海鐵路、平漢鐵路、津浦鐵路，同日馮玉祥、李宗仁通電分別在潼關、桂平就副司令職，鹿鐘麟通電就第二方面軍總司令職，4月2日石友三通電在新鄉就任第四方面軍總司令職；改組派陳公博、王法勤等離開北平赴太原，與閻錫山商組政府，並攜去與西山會議派草擬之共同宣言稿，征求閻同意；國民政府駐瀋陽代表方本仁電何成濬，謂張學良令于學忠部集中灤州，聽命中央；國民政府任命陳季良為海軍第一艦隊司令，陳紹寬為海軍第二艦隊司令，陳訓泳為海軍訓練艦隊司令，曾以鼎為海軍魚雷游擊隊司令，郁邦彥為馬尾要港司令；朱德、毛澤東率紅四軍克南雄，4月3日克始興；東三省交涉總署、奉天交涉署改組為外交部駐遼寧特派員辦事處，特派員由前東三省交涉總署署長兼奉天交涉署署長王鏡寰擔任；第四屆全國運動會在杭州開幕，22省市1,700名選手參加，大會主席蔣介石，會長戴季陶，副會長張靜江，會期10日，男子部上海、廣東、香港並列第一，各得總錦標，女子部廣東第一，得總錦標[1]:3565-3566。
- 4月2日——陳公博等抵太原，稱擁閻錫山主持政治，汪精衛主持黨務，馮玉祥、李宗仁主持軍事[1]:3566。
- 4月3日——萬選才部占領開封後，是日向徐州進攻，韓復榘部退集濟寧、韓莊一帶，山東省政府主席陳調元令將濟南黃河鐵橋拆毁，准備必要時將省府遷兗州；閻錫山委朱鶴翔為陸海空軍總司令部外交部長[1]:3567-3568。
- 4月4日——馮玉祥副司令部在潼關組織就緒，梁建章任軍事廳長，石敬亭任參議廳長，閻錫山於數日前命令晉軍受馮玉祥統率；萬選才通電在開封就閻錫山所委之河南省政府主席職[1]:3568。
- 4月5日——國民政府下令免閻錫山本兼各職，着各省政府、各軍隊一體嚴拿歸案訊辦[1]:3568。
- 4月7日——中國國民黨中常會決議永遠開除閻錫山之黨籍，送中央執委會執行，稱閻「稱兵作亂，背叛黨國，逆迹昭著」；據《申報》訊：馮玉祥電張學良促就副司令職，張覆電謝絕，稱「如此足使中國破裂，而促其滅亡」；徐永昌抵石家莊，組織前敵總指揮部，4月11日閻錫山委徐兼平津衛戍司令；蔣介石離開南京北上閱兵，邵力子、賀耀組偕行，蔣並飭飛機百餘分津浦、平漢兩路；國民政府任命盧師諦、李景曦為軍事參議院參議[1]:3569-3570。
- 4月8日——韓復榘由濟寧抵徐州，電漢口行營稱所部俟總攻令下，即作前鋒，沿津浦鐵路討逆，次日陳調元亦相繼抵徐州[1]:3570。
- 4月9日——蔣介石抵徐州召開軍事會議，劉峙、顧祝同、韓復榘、陳調元、馬鴻逵參加，會議決定陳部調山東西部，韓部調山東北部，委韓為第一軍團總指揮，擔任整個山東方面之防務，陳調元第二十六軍、劉珍年第二十一師、馬鴻逵第十五路軍統歸韓指揮，蔣並派蔣作誠為第一軍團軍事聯絡員，監視韓復榘，4月11日蔣介石返回南京；閻錫山委石友三兼山東省政府主席率部由河南東部攻山東，孫殿英為安徽省政府主席率部攻安徽亳州一帶[1]:3571。
- 4月10日——中國國民黨中常會又決議撤銷閻錫山中央政治會議委員、國民政府委員職務；贛粵閩三省「剿匪」總部由福建移江西贛州，總指揮金漢鼎是日由南京抵南昌，與江西省政府主席魯滌平、旅長唐雲山等會商「剿共」計劃；朱德、毛澤東紅四軍攻克江西信豐，擊斃縣長吳兆豐、警察隊長王覃勳[1]:3571。
- 4月12日——汪精衛就北方黨務爭執問題電平各省區黨部聯合處，稱「亡黨之痛，甚於個人失位」，主張犧牲成見，西山會議派鄒魯、謝持應閻錫山邀是日抵達太原，與閻錫山、陳公博等會商黨務，陳有讓步表示；西北軍逼近魯山，楊虎城、徐源泉兩軍奉令出擊；閻錫山任命高桂滋為第二十三軍軍長[1]:3572-3573。
- 4月13日——何應欽抵漢口，對記者稱係奉令主持武漢行營，襄助何成濬籌劃軍事[1]:3573。
- 4月14日——國民政府任命王家楨為外交部常次長，吳鐵城為內政部政務次長，魏道明為南京特別市市長，朱履龢代理司法行政部長職務，劉紀文為江海關監督，特任劉瑞恆為衛生部部長，免魏道明司法行部長、劉紀文南京特別市市長職；蔣介石電委曹福林為第十四軍軍長[1]:3574。
- 4月15日——閻錫山赴傅公祠訪鄒魯、謝持，勸對黨務問題化除成見，與汪精衛改組派共同負責，4月16日西山、改組兩派及各方代表再晤閻，促速組政府，閻稱「余個人對此，並無特別意見」，4月17日閻決定原有縣市黨部停止活動；第二次全國教育會議在南京開幕，到各省、市、縣教育廳局長、大學校長等共122人，蔣夢麟為大會會長，4月23日閉幕，會議通過改進全國教育方案10章，作為今後20年內努力之方向，內容包括實施義務教育初步計劃，成人補習教育，訓練各種師資計劃，改進初等、中等、高等教育計劃，社會教育計劃，改進並發展華僑教育計劃，實施蒙藏教育計劃及經費總預算等[1]:3574。
- 4月16日——陳公博、鄒魯在太原對廣東、上海二屆黨統爭論激烈，談判成僵局，是日山西省政府主席商震電北平覃振赴並調停，覃未即往，討論直延至4月21日，終無結果；中國國民黨中常會決議，任田桐等人為黨史史料編纂委員；行政院令內政部常務次長張我華暫行代理部務[1]:3574。
- 4月17日——李宗仁之代表葉琪前赴太原謁見閻商承一切，是日返回北平，語記者稱：「余代表李宗仁與閻商軍政，頃已商妥，電港促汪北上。」[1]:3575
- 4月18日——外交部長王正廷與英國駐華公使藍普森在南京簽訂收回威海衛專約及協定，專約議定英國將威海衛及劉公島與威海衛灣內之群島交還中國，但劉公島仍由英國續租十年；閻錫山派人迎覃振赴並（大原），調停陳公博、鄒魯廣東、上海二屆中委問題爭執；閻錫山委劉桂堂為第十五軍軍長；馮玉祥在鄭州設司令部，反蔣前線各軍一概受馮節制；蔣介石任命邵力子為陸海空軍總司令部秘書長；蔣介石令第三、第二、第五路軍分別改編為第一、第二、第三軍團，委韓復榘為一軍團總指揮由河南退入山東防守魯西之線，劉峙為第二軍團總指揮防守徐州、碭山、宿縣等處，何成濬為第三軍團總指揮防守平漢線許昌以南各地，陳調元為總預備軍團總指揮據守黃河南岸，楊杰為總參謀長，蔣鋤歐為鐵甲車司令，俞鵬飛為兵站總監，張惠長為航空署長指揮空軍助戰，在漢口設海陸空軍總司令部行營，任何應欽為行營主任對付李宗仁從廣西方面之進攻；南京陸海軍總司令部任命楊森為川陝邊防司令，旋馮玉祥亦委楊為川陝邊防司令及第三路總指揮，被楊拒絕；貴州省思縣更名為岑鞏縣，鳳泉縣更名鳳岡縣，麻哈縣更名麻江縣，羅斛縣更名羅甸縣，紫江縣更名開陽縣[1]:3575-3576。
- 4月19日——陳濟棠通電否認辭第八路軍總指揮職及派員赴山西接洽事，並謂俟桂局定後，即請命中央移師北指，旋即率總參議楊鼎中、第四艦隊司令陳策等出發大湟江督師；國民政府任命石陶鈞、聞捷、方鼎英為軍事參議院參議[1]:3576。
- 4月20日——行政院通令全國各機關，裁汰冗員，縮減經費[1]:3577。
- 4月中旬——西北軍張維璽、孫良誠、龐炳勳分別進至平漢鐵路以西及隴海鐵路西段之洛陽、鄭州一帶，徐永昌、楊愛源指揮晉軍孫楚、楊效歐、關福安各部及周玳炮兵經鄭州進入河南東部蘭封一帶，傅作義、張蔭梧指揮晉軍在津浦鐵路進出德州和濟南[1]:3577。
- 4月21日——馮玉祥自潼關抵洛陽，召開重要軍事會議，會商討蔣軍事，宋哲元、孫良誠、石敬亭、龐炳勳、鹿鐘麟、劉春榮、楊愛源、徐永昌、潘宜之、萬選才、孫殿英、任應岐、劉驥等均赴洛陽與會，4月23日馮以副司令名義向各軍頒對蔣作戰令；閻錫山、馮玉祥聯銜電汪精衛，稱討蔣軍事布置就緒，大戰即在目前，望北上領導一切，是日汪電覆閻、馮，允即就道，並稱「一切大計，悉賴我公主持，請勿待，免誤事機」，4月30日汪覆電北平中國國民黨各省市臨時聯合辦事處，允「摒擋就道，共策進行」；蔣介石派國民政府參軍長賀耀組到濟南視察山東防務，調和韓復榘、陳調元兩軍關係，穩定韓對閻作戰決心；蔣介石派姚以價、詹旭初到新鄉，勸說石友三反閻、馮附中央，被石扣留解往太原，4月29日姚解至石家莊後逃脫；國民政任命林國賡為廈門海軍要港司令；中國國民黨中常會通過蔣介石等12人所提改注音字母名稱為注音符號，並擬定推行辦法案，5月2日國民政府通令各機關推行注音符號[1]:3577-3578。
- 4月22日——蔣介石偕海軍部次長陳紹寬、總部秘書長邵力子、政訓處長周佛海等離開南京赴漢口，4月24日夜召何應欽等開軍事會議，部署平漢鐵路軍事，次日偕何成濬、趙觀濤等赴信陽、確山、郾城等處視察防務；江西省政府主席魯滌平電國民政府請辭本兼各職，謂「剿匪計劃無由實施，防軍遠征，匪勢轉熾，事違初願，治絲益紊」，「與其更誤將來，曷若早避賢路」，4月28日國民政府覆電慰留；財政部長宋子文密電漢口蔣介石，稱第二十軍郭汝棟部由宜昌移防武穴，夾帶大批私貨（鴉片），貶價兜售，平漢路局扣留抵稅，致使辦理特稅發生困難，請令飭各方協助，以維持駐湖北部隊2百數十萬月餉；四川省設立寧南縣（由會理縣析置）[1]:3578-3579。
- 4月23日——鹿鐘麟、徐永昌等71將領再電張學良，促就陸海空軍副司令職；中央軍第六路軍譚道源、毛炳文兩師進攻張、桂軍，是日到達平南[1]:3579。
- 4月24日——何鍵委第十五師旅長張其雄為湘東「剿匪」指揮，並令會同江西部隊進攻紅軍[1]:3579。
- 4月25日——閻錫山令集中平漢鐵路北段之孫楚、趙承綬、楊效歐等部向黃河以南推進[1]:3580。
- 4月26日——蔣介石抵确山視察防務，並召附近駐軍團長以上軍官訓話，次日返回漢口，何鍵謁見蔣，請纓「討逆」，並報告湘政，4月29日蔣自漢口乘「永綏」艦返回南京；晉軍萬選才先頭部隊進抵歸德，與亳州孫殿英部隊聯絡前進，石友三部由道口繞道封邱渡河，前部一師到達考城，石並派代表鄧崇熙、宋克賓赴德州籌組山東省政府；雲南省政府主席龍雲奉蔣令討伐張、桂軍，是日派兵入桂；據《申報》訊：外交部消息，收回租界、租借地問題，除天津德、奧、俄、比租界，九江、漢口、鎮江英租界，漢口德、俄租界已經收回外，尚有23處現正籌劃收回，租借地除德之膠州灣已交還，英之威海衛已收回外，其餘日之旅大、英之九龍、法之廣州灣亦准備收回；國民政府任命王典型為軍事參議院參議[1]:3580-3581。
- 4月27日——晚，商震、薛篤弼、趙戴文、趙丕廉、陳公博、鄒魯等及各方代表50餘人在太原集會交換黨政意見，決定先邀請汪精衛及黨中負責人到北平，共商進行辦法；馮玉祥夜抵鄭州，次日在機場閱兵，4月29日北上新鄉[1]:3581。
- 4月28日——川邊防司令楊森電蔣介石請纓討伐閻、馮；中國國民黨中央執行委員會黨史史料編纂委員會成立；國民政府任命楊振聲為國立青島大學校長[1]:3581。
- 4月29日——孫科呈行政院，請令財政部飭稅務司將俄國退還庚款三分之二撥交鐵道部管理，教育經費仍由母金盈餘內支撥；據《申報》訊：何成濬、何鍵、魯滌平在漢口會議，決各出一旅以上兵力，約期「會剿」湘鄂贛邊紅軍[1]:3581。
- 4月30日——碭山方面前哨戰開始，馮玉祥西北軍主力集中鄭州，以4師兵力沿隴海鐵路東進，閻錫山晉軍孫楚等部集中黃河以南開封一帶，蔣介石中央軍飛機連日在鄭州附近投擲炸燀；晚，閻錫山偕徐永昌、楊愛源、杜春沂離開太原南下，次日與馮玉祥會晤於新鄉；諸城、莒縣高桂滋部由馬鴻逵收編，高部調往泰安，諸城自2月20日起被圍2個月零10天，是日解圍；班禪駐西康辦公處成立；朱德、毛澤東紅四軍到大庾，粵軍吳文獻部開南雄邊境拒紅軍入廣東；以華人為主體之馬來亞共產黨在馬來亞森美蘭州瓜拉比勞成立[1]:3581-3582。

### 5月
- 中央蘇區黨內肅「AB團」，贛西南黨內發現「有AB團分子做支部書記」，甚至確認「AB團」分子已經「混入黨團內及各政權機關」，10月14日毛澤東給黨中央寫信，說各級指導機關「多為AB團的富農所充塞」，「肅清富農領導，肅清AB團」，「目前總前委正計劃這一工作」，11月下旬紅一方面軍在整軍中開展肅「AB團」半個多月，在4萬紅軍中肅「AB團」4400餘人，12月發生「富田事變」，肅「AB團」持續進行，從贛西南到全蘇區，從1930年到1934年，據事後調查，蘇區殺「AB團」達7萬餘人[1]:3602。按「AB團」是段錫朋、鄭異根據蔣介石、陳果夫指令，於1926年12月在江西南昌成立之反共團體，1927年中國共產黨與中國國民黨左派聯手發動「四二」暴動，「AB團」骨幹分子少數外逃，大部被捉，「AB團」當即解散，不復存在，「AB團」共未混入中國共產黨內[1]:3602。
- 5月1日——蔣介石在南京舉行誓師典禮，發表《討伐閻馮誓師詞》，稱：「閻、馮叛逆，割據稱雄，破壞統一，辭國害民，糾集盜匪，反抗革命，西北何辜，遭此兵凶，革命軍人，救國保民，仗義討逆，不辭犧牲。……」令各部隊於5月10日前完成一切作戰準備；中蘇會議中國全權代表莫德惠率代表由哈爾濱啟程赴蘇，5月9日抵莫斯科[1]:3583。
- 5月2日——中央軍李雲杰新二十一師與晉軍第五路軍孫殿英之前鋒岳相如部亳州南淝河口接觸，岳部陣線被攻破，新二十一師隨即占領淝河口；太原商洽北方黨務無結果，陳公博、傅汝霖、黃少谷、陶冶公等自太原返回北平；蔣介石委李雲龍為陸軍新編第三師師長，王振膺為暫編第八師師長，將鄧英獨立第十六旅升編為新編第十三師，以鄧升任師長[1]:3584。
- 5月3日——朱紹良電南京報告討桂軍情，稱張、桂殘部竄匿深山，時出時沒，攻剿不易，現第八師毛炳文部會同譚道源部分途圍攻，並調飛機兩架助戰；閻錫山外交處通告外交團，北平仍稱北京[1]:3584-3585。
- 5月4日——閻錫山、馮玉祥相偕於5月3日抵達鄭州，是日在鄭州召開軍事會議，部署對中央軍作戰計劃，決定由津浦鐵路、隴海鐵路、平漢鐵路進攻，以徐州、武漢為第一期作戰目標，津浦鐵路以第三方面軍擔任攻取徐州，隴海鐵路以第三方面軍為主力、平漢鐵路以第二方面軍為主力暫取攻勢防禦，在平漢鐵路以東、隴海鐵路以南三角地帶蘭封、杞縣、扶溝、許昌一線設防，至是中原大戰序幕揭開；金漢鼎與魯滌平、張輝瓚、鄧英在南昌會商「剿共」第二步計劃已竣，是晨乘輪溯贛江赴贛州，與福建、廣東軍「會剿」朱德、毛澤東紅四軍；閻錫山委齊燮元為江北招撫使，孫傳芳為江南招撫使[1]:3585。
- 5月5日——中央黨部及國民政府召開孫中山就任非常大總統九周年紀念會，胡漢民演說，望「認清是非順逆，一致奮鬥，鏟除叛亂，以安大局」，蔣介石在中央軍校特別黨部紀念會報告，宣稱將半年內消滅閻、馮，同日蔣在南京檢閱馮軼斐教導第一師第一師，誓師討閻、馮；閻錫山委鹿鐘麟為第二、三方面軍前敵總司令，徐永昌為副司令，統一指揮隴海鐵路方面作戰，鹿、徐是日通電就職[1]:3585-3586。
- 5月6日——閻錫山自河南回山西，軍事由馮玉祥全權主持[1]:3586。
- 5月8日——蔣介石自南京北上檢閱津浦鐵路駐軍，邵力子、周佛海隨行，夜抵蚌埠，通令「討逆」各軍於5月10日完成戰備；晉軍萬選才部從隴海鐵路北側虞城方面向中央軍陣地攻擊，孫殿英將馬牧集以東4里之鐵路破壞，以防中央軍鐵甲車襲擊[1]:3587。
- 5月9日——國民政府免郭泰祺駐意大利公使及立法院立法委員職，任命彭養光為立法會立法委員，任熊式輝為蘇、浙、皖三省「剿匪」總指揮[1]:3588。
- 5月10日——晚，何成濬離開漢口北上指揮平漢鐵路各軍，5月11日抵達信陽，第三軍團總部亦移駐信陽城內，何旋赴确山召集徐源泉、王金鈺、蔣鼎文、上官雲相、郝夢齡等開軍事會議；蔣介石到濟南，與韓復榘、陳調元會議，允調赴隴海鐵路之范熙績第二十六軍、馬鴻逵第十五軍俟攻占考城後，即調回津浦鐵路歸還第一軍團建制；海軍編遣處中央編委會令撤銷，嗣後仍沿用海軍司令部名義[1]:3589。
- 5月上旬——晉軍、西北軍主要兵力集中隴海鐵路，以石友三為左路，以萬選才為中路，孫殿英為右路，晉軍集結於開封、蘭封一帶，徐永昌設司令部於蘭封，以大部兵力策應萬、孫兩部[1]:3589。
- 5月11日——中原大戰爆發，蔣介石由濟南抵徐州，設行營於隴海鐵路，以居中指揮，當晚下總攻擊令，以中央軍第二軍團為主力，沿隴海鐵路向歸德進攻，與晉軍、西北軍開展大規模接觸，孫殿英部被迫退往鹿邑、亳州，萬選才部退至歸德附近；唐生智離開香港經日本北上，5月13日閻錫山委唐生智、趙恆惕為湖南招撫使；蔣介石委劉珍年為第十七軍軍長，以膠東防務重要，仍令暫駐原防地[1]:3589-3590。郑大章认为车站有重兵把守，干扰后自动离去，蒋因此逃过一劫[3]:469。
- 5月12日——拂曉，中央軍第二軍團陳繼承第三師以第八、九兩旅沿隴海鐵路兩側進攻馬牧集，顧祝同第二師在鐵道以北齊頭並進，陳誠第十一師為預備隊，沿鐵道線跟進，5月13日陳誠部周至柔第三十三旅占領馬牧集，第三師猛進朱集車站與歸德之線，晉軍萬選才部退守歸德城，是役為隴海鐵路戰事之開端；中央軍第二軍團楊勝治、王均兩部在亳州附近與晉軍第三方面軍孫殿英部激戰，5月13日蔣介石下令猛攻亳州、歸德，馮玉祥令鄭大章、趙承綬兩騎兵軍抽調精銳由歸德馳援，5月15日蔣介石親赴馬牧集督戰，令第三、十一、二等3個師乘勝前進，並以教導第一師圍攻歸德；南京陸海空軍總司令部委張泰為暫編第十師師長，石維清為暫編第八師師長[1]:3590-3591。
- 5月13日——朱紹良第六路軍占領桂平，蔣光鼐、蔡廷鍇兩師猛攻貴縣，戰況甚烈，桂軍及唐生明部由恭城龍虎關入湖南境，張發奎部取道全州，圖入永州，5月15日唐生明等部占湖南省道縣，主力克全州，向黃沙河推進，攻桂湘軍劉建緒部退永州、黃沙河之線[1]:3591。
- 5月15日——中央軍劉峙第二軍團先頭部隊占領歸德以西柳河車站，第三軍團所屬第二軍蔣鼎文部亦逼近杞縣，圖與正面部隊配合圍攻蘭封，晉軍孫殿英部在亳州被中央軍王均部包圍，魯西方面石友三部亦陳調元部所阻；粵軍蔡廷鍇師占領廣西貴縣，桂軍退賓陽，陳濟棠以潯州、貴縣已克，令飛機隊全部返省，梧州航空行營結束，旋因張、桂軍北上，廣東北江告急，陳濟棠委蔣光鼐為北江前敵總指揮，蔣光鼐、蔡廷鍇、李揚敬等三師歸其節制[1]:3592。
- 5月16日——平漢鐵路何成濬下總攻擊令，中央軍第三軍團總部由信陽向駐馬店推進，何由駐馬店到漯河督師，5月17日上官雲相第四十七師等包圍晉軍第八方軍樊鐘秀部於臨潁城，第三軍團大部進逼許昌城[1]:3592。
- 5月17日——隴海鐵路中央軍劉峙部擊破柳河閻、馮軍陣線，占領民權縣野雞崗，前鋒逼內黃集，右翼第二師取考城（現合並於蘭考縣），左翼下睢縣[1]:3593。
- 5月18日——受閻錫山任命為河南省政府主席之萬選才，通電在前方就省主席職，並成立河南省政府；陳誠第十一師進逼寧陵，致書寧陵守將萬選才部軍長劉茂恩，勸其投蔣；中央軍劉峙部馮軼斐教導第一師及陳誠第十一師攻占隴海鐵路戰略要地歸德，晉軍萬選才部第三十五師師長萬殿尊被俘，蔣介石親自到歸德視察，劉峙第二軍團主力猛烈進攻蘭封；張、桂軍入湖南零陵，湘軍劉建緒部退守祁陽、衡州（今衡陽），羅藩瀛師回防邵陽；粵桂戰爭停止，呂煥炎部不戰入南寧城，粵軍陸續由廣西班師，陳濟棠、朱紹良是日離開梧州返回廣東[1]:3593-3594。
- 5月19日——閻錫山因隴海鐵路形勢吃緊，是日由太原抵達石家莊召集軍事會議，傅作義、王靖國、張蔭梧等參加，商以晉軍為主體之津浦鐵路進軍計劃；晉軍主力孫楚、關福安、楊效歐、張會詔、楊耀芳五軍開赴隴海線，與中央軍顧祝同、馬源逵等部在民權、考城、東明、寧陵、柳河一帶激戰，5月20日馬攻占東明，會攻蘭封；上海中國公學校長胡適辭職後，經校董會議推定馬君武繼任，馬於是日就職[1]:3594-3595。
- 5月20日——晉軍萬選才第六路軍第二十九軍軍長劉茂恩受其胞兄劉鎮華策動，與中央軍陳誠部進攻寧相呼應，在陣前誘捕晉軍萬選才倒戈投蔣，並與師長阮勳、徐鵬雲、武庭麟等通電討伐閻、馮，萬軍之第六路軍解體，寧陵、民權、睢縣等城盡入中央軍之手，蔣委劉茂恩為第十五軍軍長，劉鎮華為「討逆」第十一路總指揮，參加對閻、馮作戰；中央軍第三軍團蔣鼎文師抵杞縣，與隴海鐵路中央軍聯絡進攻蘭封[1]:3595。
- 5月21日——馮玉祥自鄭州通電報告萬選才被劉茂恩誘捕經過，並稱第二方面軍孫良誠、宋哲元、龐炳勳，張維璽、劉汝明、孫連仲六路，第三方面軍楊愛源、孫楚、楊效歐、張會詔四路，會同石友三、孫殿英、樊鍾秀等部，是夜起在隴海鐵路實行全線攻擊；中央軍劉峙部對柳河晉軍關福安、楊效歐等部發動總攻擊，占領李壩集，分途向蘭封、陳留追擊，蔣電令王金鈺進攻許昌，限一星期攻下[1]:3596。
- 5月22日——孫殿英部困守亳州，是日蔣介石派新任河南省政府主席張鈁到亳州向孫勸降，囑副軍長譚溫江於晨6時送張出亳州；萬選才被解往南京，鹿鐘麟委石振清暫代萬選才之第六路總指揮職；張、桂軍一部抵祁陽，湘軍第十九師劉建緒部繼續北撤，蔣介石派漢口市長劉文島到長沙，與何鍵商作戰計劃[1]:3596-3597。
- 5月23日——隴海鐵路正面主力戰開始，閻、馮軍陣線在蘭封以東，由徐永昌指揮，配有孫楚、楊效歐等晉軍主力約9個師，馮玉祥又調宋哲元、孫良誠各一師增援，5月24日馮又令考城石友三部南下應援，5月25日孫良誠率部5萬人，由野雞崗、蘭封之間向北推進，擊敵側背，鄭大章騎兵部隊迂回敵後，中央軍主力劉峙、顧祝同大敗，是為兩軍對峙以來第一次主力戰，雙方傷亡慘重，中央軍失利，5月25日閻錫山通電告捷；津浦鐵路晉軍傅作義、李達生部以3師之眾攻禹城，與中央軍第一軍團韓復榘部作戰，韓由濟南赴前線視察，津浦鐵路左側因石友三分兵援蘭封，陳調元部由曹州西進[1]:3597。
- 5月24日——夜，津浦鐵路晉軍約1師由鐵路兩側迂回至中央軍韓復榘部後方，擬襲洛口鐵橋，被韓部喬旅阻擊於洛口北岸，晉軍向臨邑退卻；蔣介石任命騎兵第二師師長張勵生為「討逆軍」騎兵集團總指揮，統率前方各師騎兵，張是日在蚌埠就職；雲南省政府主席兼「討逆軍」第十路軍總指揮龍雲電駐南京代表李培天，謂入桂先頭隊已抵百色，向南寧推進[1]:3598。
- 5月25日——平漢鐵路中央軍何成濬第三軍團徐源泉部占領臨潁，俘敵5,600名，擊斃西北軍師長孫士貴；守許昌之閻、馮第八方面軍總指揮樊鐘秀在許昌南門外被中央軍飛機炸死，馮派吉鴻昌繼樊為第八方面軍總指揮[1]:3598。
- 5月26日——津浦鐵路晉軍第四路軍總指揮傅作義率李生達第四軍及第十軍南下圖渡河奪取濟南，是日與中央軍韓復榘部在禹城接觸，傅向德州敗退，韓部占領平原[1]:3599。
- 5月27日——閻錫山秘密赴德州，召集傅作義、張蔭梧、李服膺、王靖國、李生達等開軍事會議，決定晉軍攻魯方針，5月29日返回石家莊[1]:3599。
- 5月28日——張、桂軍攻下衡州、邵陽，湘軍何鍵部劉建緒師退守湘潭、株洲，長沙戒嚴，5月31日粵第八路軍蔣光鼐、蔡廷鍇兩師由平樂入湖南，尾追張、桂軍；津浦鐵路晉軍李生達部陳長捷師在惠民以南清河鎮渡過黃河，占領青城縣橋頭陣地[1]:3600。
- 5月29日——閻錫山進攻禹城失利，舍津浦鐵路正面，以第十軍傅作義、第四軍李生達、第三軍王靖國、第五軍李服膺、第九軍馮鵬翥等五個軍由鐵路左右兩側渡河抄襲濟南，是日台子黃河渡口及青城一役，韓復榘軍第二十徐桂林旅長戰死，晉軍馮鵬翥部次日在東河渡口渡河，直逼泰安；湖南、江西兩省因張、桂軍北上告急，江西省政府主席魯滌平奉令兼任第九路總指揮，統率在江西各軍，與何鍵合力堵截，同日何應欽調武漢軍校教育長錢大鈞率一團兵力入湖南[1]:3600。
- 5月30日——平漢鐵路中央軍直迫許昌城下，何成濬下令即日克復許昌[1]:3601。
- 5月31日——平漢鐵路閻、馮軍前敵總指揮鹿鐘麟乘連日大雨全線反攻，又遭失敗，中央軍王金鈺第九軍、徐源泉第十軍是日圍攻許昌，太康亦被中央軍占領，6月1日徐源泉部占領許昌南關；馮軍鄭大章騎兵部隊襲擊歸德馬牧集中央軍飛機場，燒毁飛機12架，俘虜駕駛員及地勤人員50餘名；蔣介石令張鈁、張鴻烈等在歸德組織河南臨時省政府[1]:3601。

### 6月
- 朱德、毛澤東紅四軍在汀州（即長汀）召開前委擴大會議，傳達全國蘇維埃區域代表會議和紅軍代表會議之決議，指出紅四軍總發展路線是奪取武漢[1]:3620。
- 中國工農紅軍以朱德、毛澤東紅四軍為骨幹，集合閩西、贛南紅軍在福建汀州合編為中國工農紅軍第一路軍，旋又改稱紅軍第一軍團，以朱德為總指揮，毛澤東為前委書記兼政治委員，林彪、黃公略、伍中豪分任第四、第六（後改第三）、第十二軍軍長[1]:3620。
- 彭德懷紅五軍在鄂東南大冶縣劉仁八召開軍委擴大會議，決定將第五縱隊擴建為紅八軍，何長工任軍長，鄧乾元為政治委員，由紅五軍、紅八軍組成紅三軍，彭德懷任總指揮，黃公略為副總指揮，滕代遠為政治委員，全軍團共一萬餘人[1]:3620。
- 中國工農紅軍第二十一軍在閩西成立，軍長胡少海，政治委員鄧子恢[1]:3620。
- 楊杰調任陸海空軍總司令部總參謀長[1]:3620。
- 6月1日——中原大戰重心移至隴海鐵路蘭（蘭封）杞（杞縣）線，是日中央軍第二、第三軍團分別在隴海鐵路、平漢鐵路開始總攻蘭、杞；汪精衛通電主張即開中央黨部擴大會議解決黨務問題，並籌備召開第三次全國代表大會，但仍堅持粵二屆為合法黨統，不承認滬二屆地位，致再次引起西山會議派不滿，鄒魯、謝持於6月5日通電駁斥，主張打破黨統，滬、粵二屆合作；江西省政主席魯滌平兼「討逆軍」第九路軍總指揮，是日在南昌通電就職，並呈報蔣介石，稱將統轄在江西各軍與第四、六、八各路軍會師解決張、桂軍[1]:3602-3603。
- 6月2日——湖南省政府主席何鍵偕劉文島及援湘軍第十三師師長夏斗寅赴株州、湘潭前線視師；韓復榘委孫桐萱為濟南警備司令，孫是日就職，6月3日濟南戒嚴[1]:3603。
- 6月3日——張學良30歲生辰，蔣介石除電吳鐵城就近道賀外，又特派李石曾到瀋陽祝壽，借機張出面調停蔣、閻、馮爭端，張表示願意促進和平；張、桂軍攻占醴陵，湘軍大敗，何鍵、夏斗寅匆忙返回長沙，何鍵召開省務會議布置退卻；行政院會議議決，改特別市為市，京、津、漢、滬、青五市直隸行政院，北平、廣州二市分別改隸河北、廣東兩省政府管轄，各市長重加任命，轉呈政府照辦[1]:3603。
- 6月4日——湖南省政府主席何鍵率省政府、第四路軍總部、清鄉司令部全部人員退出長沙，在岳陽成立臨時辦公處，長沙商紳組織臨時維持治安會維持城內秩序，並派員歡迎白崇禧入城[1]:3604。
- 6月5日——「中華民國軍」第一方面軍前敵總指揮白崇禧、第四軍軍長張發奎、第七軍軍長楊騰輝先後抵長沙，朱紹良、夏斗寅、錢大鈞各部北逃；朱德、毛澤東紅四軍自尋烏經吉潭，到達福建武平，擊潰民團，克縣城，6月8日續克上杭[1]:3605。
- 6月6日——李宗仁及李品仙抵長沙，白崇禧赴前敵，桂軍決定暫不成立省政府，以民政、財政、建設、教育四處代行其事，並令各級黨部停止活動；唐生明第八軍、張發奎第四軍與粵軍前鋒在攸縣接觸[1]:3605。
- 6月7日——中央軍何成濬第三軍團占領許昌，進逼新鄭[1]:3606。
- 6月8日——桂軍楊騰輝第七軍占領岳州，張發奎第四軍在醴陵擊破魯滌平部，進抵平江，何鍵部退湘西，臨時辦公處移常德，海軍司令陳紹寬率「楚有」、「江元」等11艦入岳州洞庭湖一帶協攻桂軍；閩戰復起，盧興邦師攻福州，與駐福州劉和鼎師接觸，劉和鼎調所部陳萬泰旅由泉州開赴福州助防，6月12日陳旅福州，劉師開始對盧師總攻擊，次日盧師敗退西鄉桐口，福州戰事告一段落[1]:3606。
- 6月9日——韓復榘部逼近青城，晉軍王靖國第三軍由臨邑開青城增援，6月10日晉軍向津浦鐵路左右兩翼進展，韓往來青城、東阿間督師防禦；援湘粵軍蔣光鼐、蔡廷鍇、李揚敬三師攻占衡州，進逼衡山、醴陵，威脅桂軍後方，何鍵亦於6月11日由常德反攻長沙，桂軍已被粵軍截成兩段，黃紹竑第十五軍前鋒在零陵，急電李宗仁回師破敵，6月13日白崇禧、張發奎等部自岳州撤回株州一帶；內政部長鈕永建、常任次長張我華、南京市市長魏道明在南京宣誓就職[1]:3607。
- 6月10日——馮玉祥為配合桂軍作戰，下令全線進攻平漢鐵路中央軍，激戰兩晝夜，中央軍向漯河以南潰退[1]:3607。
- 6月11日——蔣介石令第四路軍何鍵、第八路軍陳濟棠、第六路軍朱紹良、第九路軍魯滌平、海軍司令陳紹寬、航空署長張惠長務於10日內殲滅張、桂軍；蘭杞鐵路中央軍轉移陣地，謀誘敵至民權、睢縣附近殲滅之，閻、馮軍以大部隊向睢縣及其以南地區攻擊前進，中央軍隨即分左右兩翼，以劉峙、陳調元分任指揮，於6月12日拂曉襲擊閻、馮軍，形成相持之勢；中共中央政治局常委兼宣傳部長李立三在上海主持召開中共中央政治局會議，會議通過由他起草之《新的革命高潮與一省或幾省的首先勝利》之決議案，決議提出：「準備一省或幾省首先勝利，建立全國革命政權，成為黨目前戰略的總方針」，而「目前黨的策略總路線」是「布置以武漢為中心的附近省區首先勝利」，其決議標誌著以冒險主義為特徵之「左」傾機會主義又一次統治中共中央領導機關[1]:3607-3608。
- 6月12日——粵軍蔣光鼐、蔡廷鍇兩師在衡山與桂軍黃紹竑部激戰一晝夜，蔣師教導團攻占衡山；隴海鐵路閻、馮便衣隊潛入朱集、馬牧集附近，破壞中央軍飛機數架；川軍劉湘、鄧錫侯分電何成濬，願率所部討伐馮、閻[1]:3609。
- 6月13日——津浦鐵路晉軍傅作義部從右翼渡河進迫濟南，是日攻占長清縣；隴海鐵路馮軍仍守蘭封，6月14日蔣調平漢鐵路上官雲相師赴隴海鐵路，6月16日上官師攻占上蔡，進入周口[1]:3609。
- 6月14日——中央軍總部發布湘江止航令，略謂：為免入湘張、桂軍自水路孔道逃竄，已令海軍封鎖湘江口，禁止中外商輪及其他船舶通過；陳紹寬率艦奪回岳州城陵磯，陸戰隊登陸進駐岳州，張、桂軍向南撤退[1]:3610。
- 6月15日——長沙張、桂軍被中央軍五路包圍，是日李宗仁率部退出長沙，集中醴陵，長沙秩序交李品仙、馮天柱維持，在平江、岳州前線之張發奎、楊騰輝等部，亦陸續退往醴陵；蔣介石任命賀耀組為徐州行營主任，是日賀就職[1]:3610。
- 6月16日——武漢「陸海空軍總司令部竹人營」下討伐張、桂軍總攻擊令，並派參謀長賀國光赴湖南指揮作戰，四路軍總指揮何鍵令危宿鍾率部占領長沙之岳麓山，與張、桂軍隔江對峙，蔡廷鍇師由攸縣進逼醴陵，蔣光鼐師由衡州轉向湘鄉，金漢鼎部抵萍鄉，與修水、銅鼓張輝瓚師聯絡，海軍占領湘陰江面，掩護武長路正面部隊向汨羅出擊，張、桂軍分三路潰退：一路由白崇禧率領向攸縣，一路由張發奎率領向瀏陽，一路由唐哲明、唐生智率領向醴陵；中央軍總部截獲亳州孫殿英致鹿鐘麟、孫良誠之乞援電，內稱「糧彈早罄，危在旦夕，請速派大隊增援」，遂令王均第三軍將亳州嚴密封鎖[1]:3610-3611。
- 6月17日——蔣介石在隴海鐵路發動新攻勢，以劉峙、蔣鼎文、陳誠各部及教導師3萬餘人由杞縣、太康間進攻鄭州、開封，馮玉祥命孫良誠、龐統勳、吉鴻昌等部迅速後撤，閃開杞縣、太康之線，誘敵深入，6月19日蔣軍克杞縣，向開封挺進；何鍵第四路軍危宿鍾之敢死隊由岳麓山渡江，占領長沙，陳紹寬亦率海軍艦隊駛抵長沙，張、桂軍南撤[1]:3611。
- 6月18日——何鍵率湖南省政府各機關抵達長沙，布告安民，委危宿鍾為長沙警備司令，令劉建緒會同蔡廷鍇、蔣光鼐及譚道源、戴斗垣各師分途追擊張、桂軍，張、桂軍大部退醴陵、株洲一帶；教育部為推行國語注音，組織國語注音推廣會，聘吳敬恆為常委，並指定該部各司、處各派若干人為委員[1]:3612-3613。
- 6月19日——中國國民黨中央常務會議決議，李文範、朱家驊、邵元沖遞補為中央政治會議委員，通過各地商人團體改組辦法；唐生智離開天津南下，前赴香港迎接汪精衛；張、桂軍主力退至安仁、茶陵、耒陽一帶，蔡廷鍇師占耒陽；貴州省政府主席毛光翔電國民政府，否認派代表與晉接洽，表示至誠擁蔣[1]:3613。
- 6月20日——平漢鐵路馮軍停止向南追擊，是日起中央軍轉為攻勢，6月23日第三軍團徐源泉部占郾城，旋即會合右翼周家口上官雲相部、左翼舞陽楊虎城部圍攻襄陽、臨潁；武漢行營主任何應欽由漢口抵達長沙，指揮各路軍隊進攻湘贛邊境張、桂軍，何鍵偕錢大鈞赴株洲督師，張、桂軍在株、醴一帶與蔣光鼐軍相持；國民政府下令將南京、上海、漢口、北平、青島、天津、廣州各特別市改定名稱為市，並依據《市組織法》，改任原南京特別市市長魏道明、上海特別市市長張群、漢口特別市市長劉文島、廣州特別市市長林雲陔為各該市市長，准青島特別市市長葛敬恩辭職，6月23日任胡若愚為青島市市長[1]:3613。
- 6月21日——國民政府特任張學良為陸海空軍副司令，並由張群將特任狀及印信送到瀋陽，勸張立即出兵入關；張學良是日及次日兩次電閻錫山、馮玉祥，主張將鄭州、開封一帶劃作緩衝地區，立即撤軍停戰，公開政見，委諸國民共同研究，以備中央採用，閻、馮以軍事形勢有利，未予理睬；隴海鐵路戰事漸趨激烈，中央軍左右翼各進數十里，馮玉祥令後撤之孫良誠、龐炳勳、吉鴻昌等部由通許出太康正面堵擊中央軍，又從平漢鐵路調孫連仲、張自忠部向高賢集中央軍左側背兜抄，左翼由隴海鐵路正面之晉軍防堵，孫殿英部則在鹿邑、柘城方面擾亂中央軍後方，形成口袋形包圍圈，是日中央軍由通許方面回師側擊，雙方激戰於鹿邑、柘城一帶，中央軍在高賢集、龍曲集等處陷於閻、馮軍包圍中；劉建緒師李覺旅占領醴陵，張、桂軍向攸縣退卻，6月23日劉師占攸縣；國民政府令：新編第二師師長盧興邦「為賊作亂，擾害地方」，著即褫職剿辦，「所有伙同作亂之人」一律嚴拿懲究[1]:3614-3615。
- 6月22日——劉和鼎師陸續開出福州城外，準備大舉進攻盧興邦，海軍亦派飛機助戰，盧部5個旅已集中水口以下，阻止劉軍前進；馬鴻逵派參議曹濟青赴莒縣，接洽收編高桂滋部[1]:3615。
- 6月23日——蔣介石為解高賢集、龍曲集之圍，急調上官雲相部應援，又令平漢鐵路積極反攻，以分散馮軍兵力，蔣並於是日親赴柳河車站督戰；國民政府電令張學良派東北艦隊至大沽口外封鎖天津，監視逃稅船隻[1]:3615-3616。
- 6月24日——韓復榘為保存實力放棄濟南，所部沿膠濟鐵路東撤，第三路總部移駐濰縣，山東省政府在青島設立臨時辦公處，執行省政府職權，同日第十五路馬鴻逵部放棄泰安，向兗州方面撤退，6月25日晉軍傅作義部占濟南；何鍵抵衡州督師，與第八路軍蔣光鼐商殲敵計劃；中共中央軍委發布進攻南昌、會師武漢之通電[1]:3616。
- 6月26日——隴海鐵路石友三部突以五六萬兵力侵入曹縣西南高壩園、劉同集一帶，擬襲擊柳河、歸德，馮玉祥調孫良誠、孫連冲及炮兵約10萬人投入隴海前線，同日傅作義部李生達師占領泰安；中國國民黨中常會推朱培德為政治會議候補委員；國民政府據中央執行委員會秘書處函稱，中華書局出版之《武昌革命真史》一書諸多失實，特訓令行政院轉飭所屬禁售[1]:3617-3618。
- 6月27日——青城方面晉軍開始出擊，韓復榘令各部次第轉至淄河東岸布防，與晉軍隔河對峙，中央軍夏斗寅師奉令自湖南調津浦鐵路作戰，錢大鈞教導第三除留一部警備武漢外，亦調津浦鐵路；何鍵、陳濟棠兩軍大戰攻衡陽之張、桂軍，激戰兩日，張、桂軍向永興、耒陽、郴州退卻；國民政府國務會議決議：行政年度應與會計年度同由國民政府公布，公布《土地法》、《票據法施行法》，軍政部政務次長朱綬光免職[1]:3618。
- 6月28日——方聲濤自上海抵達廈門，6月29日與張貞會晤，籌劃自興化、泉州進攻盧興邦[1]:3618。
- 6月30日——閻錫山連日與各方代表商議組織政府，擬推閻錫山、馮玉祥、張學良、李宗仁、汪精衛、唐紹儀、許崇智七人為政府委員；中央軍在高賢集、龍曲集突圍，被馮軍截成數段，損失嚴重，一部經太康向周口方向退走，一部經睢縣東南向永城、碭山退走，張治中教導第二師掩護退卻，損失尤巨，此役中央軍死傷2,600餘人，被俘4,200餘人，損失槍支3,000餘、炮數十門、汽車20餘輛及大批輜重物品；國民政府公布《土地法》，凡397條，規定地租不得超過耕地正產物收獲總額375%，並不得收取押租，是為二五減租推行全國之始；陳濟棠委陳策為瓊崖「剿匪」司令，限三月肅清「土共」[1]:3619。

### 7月
- 日本大量吸收中國銅幣，據統計，本年1月至6月底止，中國銅幣以及住友礦業公司將中國銅幣溶解混入煤渣，輸入日本價值共達146.9萬元，是月自中國輸入銅貨即值24萬餘元[1]:3640。
- 7月1日——自6月29日至是日，張、桂軍為奪回衡陽，與粵軍第八路軍第六十三師李揚敬、第六十師蔡廷鍇、第六十一師蔣光鼐各部在衡陽西回龍寺、彈子山一帶激戰，第四軍團長李漢炯陣亡，粵軍旅長張世德也被擊斃，張、桂軍向祁陽、永州敗退，損失極重，所餘僅十分之二三；蔣介石任命賀耀組為徐州行營主任，指揮馬鴻逵、夏鬥寅等軍扼守兗州、曲阜，施中誠、陳孝思、梁鴻恩等扼守濟寧，警備徐州以北，以與退守膠濟鐵路之韓復榘軍相策應，次日蔣介石任賀耀組兼津浦路總指揮；參謀本部第一廳廳長、陸軍大學校長劉光由遼寧攜張學良致蔣介石親筆函返回南京，7月5日劉抵柳河與蔣密談，旋告外國記者，謂張學良收拾時局之意見，係主張閻、馮先下野，晉軍暫由傅作義、趙戴文監理，馮軍暫由鹿鐘麟監理，一方面召集國防會議，確立全國軍隊統率權，以期將來不能依個人意志而動兵，蔣介石對此主張亦表同意，並謂倘閻、馮二人下野，其餘無論如何條件皆可允諾；馮玉祥赴開封督師[1]:3621。
- 7月2日——晨，平漢鐵路中央軍第三軍團總指揮何成濬偕第十軍軍長徐源泉等赴大石橋督師，第十軍第四十四、四十八兩師驅走潁橋之西北軍，第七軍楊虎城部攻魯山、葉縣，與第十軍聯絡北進；黃昏，平漢鐵路西北軍南路軍張維璽、田金凱、石振清等部約六師之眾，開始進攻中央軍漯河、青龍潭、郾城、十五里店等處陣地，未能得手，7月3日夜至7月4日晨復進攻郾城、十五里店、新店，均被擊退；隴海鐵路閻、馮第四方面軍石友三部與中央軍第一路軍陳調元、第二軍蔣鼎文、第一軍顧祝同各部在考城一帶激戰，是日中央軍繞道進擊包圍石部，閻、馮復以安樹德、張印相兩師增援，亦被擊潰，後石率部突圍而去，至7月6日戰事告一段落；中央軍第四、八軍兩路軍聯合追擊張、桂軍，第四路軍何鍵部占領茶陵、耒陽、常寧、邵陽，沿白水、大忠橋抄出永州，截其歸路，第八路軍在桂之余漢謀、香翰屏兩師復由平樂出道永兜剿；張學良整理東北空軍，聘日本航空技術專門教官12人，並向日本陸軍省借用戰鬥機6架、偵察機3架，以備日本教官傳授技術之用[1]:3622。
- 7月3日——津浦鐵路戰事呈膠著狀態，中央軍賀耀組赴兗州主持奪回濟南之戰事，韓復榘部與劉珍年部取聯絡，候令反攻濟南，夏鬥寅第十三師在曲阜前線與晉軍接觸，同日晉軍將領傅作義在泰安，張蔭梧在周村，積極准備津浦、膠濟鐵路戰事之進行，閻錫山連日向津浦鐵路增厚兵力，駐濟南之第九軍第二十六師高鴻文部已奉令向前方開拔，黃詩桐第十二旅是日到濟南擔任城防，晉方所委之山東省政府代理主席鄧崇熙亦於同日就職；朱紹良接任隴海線討逆軍左翼軍總指揮，親赴前線指揮所部第八師、第四十七師等由陳留圍攻開封，連日戰事頗激烈[1]:3623。
- 7月4日——津浦鐵路馬鴻逵部馬騰蛟率其第六十四師連日於曲阜北官村、柳溝、寧陽一帶，與晉軍傅作義、馮鵬翥、李生達各部作戰，兗州方面雙方在二十里堡附近激戰，均有傷亡，7月5日賀耀組令第十三師夏鬥寅部死守曲阜，第六十四馬寶琳旅死守兗州，並派軍警鄒縣以北，其餘各部撤至滕縣；平漢鐵路正面中央軍下令總攻許昌，何成濬偕徐源泉、蕭之楚、郝萬齡等在前方督戰；第八路軍總指揮陳濟棠以湘南戰事結束返回廣州，同日該路黃質文旅占領湖祁陽、永州，張、桂軍退廣西全州；討逆軍第三軍團總指揮何成濬在駐馬店槍決「暗來煽惑軍隊」之孫殿英參謀長張履安；湘鄂邊紅四軍與洪湖地區紅六軍在湖北公安會師，中旬組成中國工農紅軍第二軍團，賀龍任總指揮，周逸群任政治委員，紅四軍改稱紅二軍，軍長由賀龍兼，紅六軍軍長鄺繼勳，政治委員段德昌，全軍團共一萬餘人；日本政府正式委任重光葵長期代理駐華公使，小幡使華問題無形打消[1]:3623-3624。
- 7月5日——膠濟鐵路晉軍開始攻擊韓復榘軍，正面王靖國部隔淄河與韓軍對峙，右翼李服膺部抄攻青州（益都），左翼馮鵬翥部已由臨淄渡淄河，直攻大王橋，次日戰事愈烈，青、濟間交通完全斷絕；粵軍沈榮光部占懷集，萬全策部占昭平，桂軍周國治部向平樂撤退，次日桂軍李宗仁、黃紹竑先頭部隊抵桂林，白崇禧由永州分途退平樂、柳州[1]:3625。
- 7月6日——蔣介石下令將橫亘200餘里之隴海正面戰場分成六個守備區，第四十六、五十五師為第一守備區，教導第二師、第五師為第二守備區，第六、二十三師為第三守備區，第一、二、三守備區統歸右翼軍總指陳調元全權負責，第六十五、六十六、六十七師為第四守備區、第八、五十二師為第五守備區，第九軍為第六守備區，第四、五、六守備區統歸左翼軍總指揮朱紹良負責，第一軍、第四軍、第十六軍及第一師為總預備隊，由顧祝同任總指揮；馮玉祥到許昌，即召集鄧寶珊等會商軍務；國民政府下令改組各市政府，定南京、上海、青島、天津、漢口五市直隸行政院[1]:3625。
- 7月7日——第八路軍總指揮陳濟棠調粵軍第五十九師余漢謀部往桂截擊張、桂軍，余師是日抵達梧州，同日何鍵第四路軍占全州，張、桂軍向桂林退卻，何鍵兵分兩路向界首、興安推進；劉光奉蔣介石令由南京赴東北，攜帶國民政府任于學忠為平津衛戍司令、王樹常為河北省政府主席之委任狀密交張學良[1]:3625-3626。
- 7月8日——蔣介石任劉峙為津浦路總指揮，先領第一、第九、第十一、新編第二十師及教導第一師是日起陸續開赴滕縣、鄒縣、兗州、曲阜、汶上等地，又調蔣光鼐、蔡廷鍇、錢大鈞、金漢鼎各師迅向津浦鐵路集中，李韞珩師由海道航運青島支援韓復榘反攻濟南，7月26日各師到津浦鐵路集中完畢；韓復榘聯合二十一師劉珍年部連日猛攻濟南，第二十六軍范熙績部與晉軍戰於姚家店一帶，是晨蔣軍占巨野，7月10日占定陶、荷澤；山東省政府主席陳調元及省政府各委員因全省半入作戰範圍，省府遷避一隅，電行政院辭職[1]:3626。
- 7月9日——蔣介石電陳濟棠獎勉蔣光鼐、蔡廷鍇、李揚敬湘南破敵，並謂蔣光鼐「屢建奇勳，自當令其專任一路」[1]:3627。
- 7月10日——福建省政府主席兼海軍部長楊樹莊自上海乘艦返福建主持政務，是日抵福州，次日即召集軍政要員商徹底解決盧興邦辦法並令海軍封鎖南港，閩南各軍由方聲濤與新一師師長張貞商定即出兵討盧[1]:3627。
- 7月12日——隴海鐵路右翼晉軍孫部約3團，拂曉乘中央軍第五師與第二十三師移防，在兩師陣地連接處突入，一部猛襲中央軍陣地後方，一部進占霍樓、戴崗各要點，第五師不支，撤至蕭老家、周莊之線，是役第五師傷亡失踪800餘人，7月13日中央軍第四十七師師長上官雲相率教二、第一、第五各師恢復戴崗附近陣地，雙方反復進出，戰鬥異常激烈，中央軍又傷亡400餘人，是時晉軍復向中央軍左翼第八師及第四十七師陣地猛攻，晉軍傷亡亦達千餘人，雙方陣地犬牙交錯，已成混戰局面，晉軍因傷亡太重，至7月14日停止攻擊；國民政府令准浙江大學校長蔣夢麟辭職，任命邵裴子繼任[1]:3628。
- 7月13日——膠濟鐵路中央軍第一軍團韓復榘部開始總攻擊，與晉軍第三十七師王靖國部、第三十八師李服膺部，隔淄河互相猛烈炮擊，晉軍調平、津保安第一縱隊豐玉璽、保安第四縱隊秦紹觀兩部助戰，同日韓復榘在青州召集軍事會議，決任第十四軍軍長曹福林為前敵總指揮；晉軍第四軍軍長李生達率周原健、霍原璧各師及張會詔軍一部，沿津浦鐵路南下，是日與曲阜、兗州之蔣軍接觸，激戰三畫夜後，向大汶口、泰安退卻；平漢鐵路西北軍增加劉郁芬生力軍兩個師、騎兵一個旅，是晚開始進攻沙河北岸，與中央軍第十軍徐源泉部激戰三晝夜，至7月16日被擊敗[1]:3628-3629。
- 7月14日——馮玉祥為解亳州之圍，令孫良誠、宋哲元、龐炳勳、吉鴻昌四路對寧陵、歸德遷回出擊，牽制中央軍主力大部，復將新調左翼援助石友三之孫連仲一路全部秘密抽出，由考城、蘭封經杞縣、太康、柘城斜趨鹿邑，7月13日孫部與原守鹿邑之孫殿英部一師會合，自是日晨第三軍王均、第八軍葉開鑫、第十師楊勝治各部腹背受敵，由晨戰至午，向東南退卻，亳州解圍；第一方面軍總司令李宗仁任命薛岳為第四軍第十師師長，吳奇偉為第七軍第二十一師師長[1]:3629。
- 7月15日——汪精衛由香港搭「加賀號」赴長崎，陳璧君、顧孟餘、曾仲鳴同行，7月19日抵達長崎，7月20日到門司[1]:3630。
- 7月16日——平漢鐵路西北軍南路軍第八師張維璽、第七師田金凱、石振清及劉郁芬等部，是夜分四路軍全線進攻中央軍，劉郁芬部向郾城攻擊最猛，至次日黎明，馮軍不支，向北退卻，中央軍左翼十五里店、新店及右翼消遙鎮、青龍潭之線，亦與西北軍激戰竟夜，西北軍全線退回原陣地[1]:3630。
- 7月17日——晉軍楊效歐、孫楚等部約數團於7月16日夜猛烈進攻中央軍新二十三師申莊、楊帝廟、華陀廟陣地，並突破申莊、楊帝廟陣地，第二十三師傷亡600餘名，晉軍在兩日激戰中亦死傷千餘名；晚，何鍵第四路軍李覺、陳光中兩旅占領廣西靈川，張、桂軍退桂林，陳濟棠第八路軍第五十九旅余漢謀部7月15日已越過陽朔向桂林進展，滇軍三團7月18日由龍州抵達南寧，桂軍一部退大河，一部退武鳴；蔣介石委楊鼎中為桂軍新編第二師師長，辦理廣西善後，楊是日赴梧州就職[1]:3630-3631。
- 7月18日——陳濟棠第八路軍范德星部占領平樂，黃廷楨旅抵達恭城，7月19日第六十三師李揚敬部由龍虎關出恭城，會同第四路軍夾攻桂林；蔣介石委楊虎城為第十七路軍總指揮，是日楊在舞陽就職[1]:3631。
- 7月19日——津浦鐵路晉軍傅作義部從正面反攻，與中央軍第十一師陳誠部在大汶口南面激戰，晉軍李生達、馮鵬翥等部分由左右兩翼向曲阜之線側攻，激戰甚烈，晉軍不支，退至肥城一線構築工事；武漢行營主任何應欽乘飛機往亳城前線指揮第三、八兩軍攻亳戰鬥；是晚，方聲濤自漳州抵達廈門，教導團長蕭叔萱亦自同安到廈門，7月20日方、蕭及林壽國開會討論閩南出兵事，林稱省已決定分三路討盧，共出兵十三四個團；平瀏岳「剿匪」指揮官危宿鍾指揮第十五、十九兩師出發平瀏，與鄂、贛軍「會剿」紅三軍團彭德懷部，7月20日危部與紅軍戰於平江，7月21日被擊敗，何鍵急調邵陽駐軍增援[1]:3631-3632。
- 7月20日——平漢鐵路郾城西北軍全線總退卻，張維璽、田金凱等部退至許昌，中央軍向臨潁、許昌追擊；國民政府代表張群應張學良電約赴葫蘆島，7月21日與張學良洽談東北出兵討閻[1]:3632。
- 7月21日——拂曉，孫殿英部向圍亳中央軍陣地佯攻，7月22日夜2時大部由河北寨撤走，餘部出西門隨同孫連仲援軍齊向西北退去，中央軍遂占亳州，解除閻、馮軍對其側後之威脅，7月23日拂曉，鹿邑之馮軍亦撤退，中央軍進占鹿邑、柘城，向太康追擊；第四路軍總指揮何鍵委危宿鍾為湘東「剿匪」司令，並限3個月內「肅清」湘贛邊紅軍，危於是日就職，同日危就蔣陸軍第十五師師長職[1]:3633。
- 7月22日——平漢鐵路西北軍張維璽部於7月21日晚突然總退卻，中央軍第四十四、四十八、十七等師乘勢尾追，是晨第四十八師占臨潁，第十七師占潁陽，7月23日占領潁橋、小商橋，西北軍退許昌以北；蔣介石電中央黨部及國民政府，將「討逆有功」將領王均、王金鈺、徐源泉、楊虎城、顧祝同、蔣鼎文擢升各路總指揮，上官雲相擢任軍長，郝夢麟、蕭之楚、楊勝治擢升副軍長，請准備案，7月25日國民政府覆電嘉勉蔣介石，各將領擢升准予備案[1]:3633-3634。
- 7月23日——汪精衛、顧孟餘等改易姓名自日本門司搭「長城丸」抵達塘沽，閻錫山之代表賈景德、馮玉祥之代表薛篤弼及陳公博、鄒魯等往迎，旋即赴北平，汪在天津各界歡迎宴會上演說，要求蔣介石覺悟自己的責任，自動下野，聲明與閻在與黨務方面的主張已趨一致，希望閻任國民政府主席，自己「對於政府則擬處於贊助之地位，而專心於黨務方面」，重申以黨治國的原則，反對蔣以黨代政，以黨代民意機關，獨攬一切的做法，呼籲加強「中日兩國的親切關係」[1]:3634。
- 7月24日——第六十一師師長蔣光鼐奉蔣介石令任第十九路軍總指揮，率部參加津浦鐵路右翼作戰[1]:3635。
- 7月25日——平漢鐵路中央軍徐源泉第十軍先頭部隊是晚逼近許昌，衝破第一道防線，左翼楊虎城部由小商橋向北推進，右翼徐源泉部占領蘇橋，猛攻和尚橋，西北軍全線動搖，紛向北退；第九路軍總指揮魯滌平以紅軍多次迫近南昌，任第十八師師長張輝瓚兼南昌戒嚴司令，是日張輝瓚宣布南昌臨時戒嚴[1]:3635-3636。
- 7月26日——江西省政府主席兼第九路軍總指揮魯滌平布告懸賞10萬元緝拿朱德、毛澤東；國民政府訓令裁撤財政委員會，限9月30日以前遵令移交[1]:3636。
- 7月27日——彭德懷率領紅三軍團在平江、瀏陽工農武裝支援下，由瀏陽、平江、金井分三路向長沙推進，經五晝夜激戰，是日克長沙，湖南省政府主席兼第四路軍總指揮何鍵割鬚易服，狼狽逃走；第四、八兩路軍向桂林總攻，第八路軍第六十三師李揚敬黃任寰旅出恭城，繞道攻桂林正面，第五十九師余漢謀部由陽朔攻桂林，第四路軍由興安擊桂林之背，張、桂軍因四面被圍，大部沿桂柳公路退柳州[1]:3637。
- 7月28日——蔣介石從隴海戰場急調陳誠第十一師、馮軼裴教導第一師增援兗州，閻錫山轉對津浦鐵路取守勢，對膠濟鐵路取攻勢，對韓復榘步步緊逼，同日韓復榘在濰縣通電下野，稱：「煮豆燃萁，摘瓜抱蔓，我退一步，人進一尺。」[1]:3638
- 7月29日——武漢行營主任何應欽召集教導第三師長錢大鈞、漢口市長劉文島、行營參謀長賀國光、武漢警備司令部參謀長葉蓬等開會，討論進攻長沙紅軍之計劃及武漢方面之警備問題，決定調宜昌之獨立第十四旅彭啟彪部及黔軍新十師謝部至武昌，擔任武漢警備事務；鄂豫皖紅一軍第一師攻占湖北花園，全殲錢大鈞第三教導師一個團，俘敵官兵千餘名，繳獲長短槍700餘支、重機槍8挺、迫擊炮4門[1]:3638-3639。
- 7月30日——津浦鐵路中央軍雲集，蔣介石由歸德乘專車到達兗州，召集劉峙、楊杰、陳調元、蔡廷鍇、蔣光鼐、馮軼裴等開會，部署反攻，決定兗州附近會戰計劃，晚由兗州南返，赴曲阜視察；湖南省工農兵蘇維埃政府在長沙成立，李立三任主席[1]:3639。
- 7月31日——第四路軍總指揮何鍵擬具進攻紅軍辦法，電請武漢行營核示，並電告已令湘軍在湘潭集中，即大舉「進剿」，武漢行營主任何應欽亦暫行留漢，主持行營，並規定湖北、河南、安徽聯防辦法，麻城、羅田由郭汝棟負責，商南、光山由戴民權負責，英山、六安由潘善齋負責；九江因瑞昌方面紅軍迫近宣告戒嚴，市政府奉江西省政府令，通知在廬山牯嶺避暑之外國人於24小時內離開[1]:3639。

### 8月
- 中國共產黨中央革命軍事委員會頒布《蘇維埃土地法》[1]:3661。
- 8月1日——中央軍與晉軍爭奪濟南之大規模戰役開始，中央軍部署如下：劉峙任津浦路總指揮，以陳誠、夏鬥寅、馬鴻逵、胡宗南4師任中路，蔣光鼐、蔡廷鍇師附張喬齡騎兵旅為右翼，以馮軼裴、胡伯翰、楊勝治各師及施中誠、陳孝思、梁鴻恩等旅為左翼，另以許克祥師附第六十四師之騎兵一團為左側縱隊，以韓復榘為膠濟路軍總指揮，以從青島登陸之李韞珩兩師為左翼軍，第三路軍為中央軍，另以劉珍年軍為右翼軍，全軍共15萬人，全線總攻晉軍；晉軍關福安、楊效歐、孫楚、楊愛源各部，已由隴海右翼調至津浦鐵路，晉軍形勢非常不利，膠濟鐵路方面晉軍18個團是晚全部南下馳援；馮玉祥通電各將領：「望本破釜沉舟之決心，與敵作最後之決鬥。先下歸德者賞洋百萬元，直下徐州者加賞二百萬元，有敢遲疑不前、畏縮不進者，軍法俱在，決不寬容。」；贛東北工農民主政府在弋陽成立，方志敏任主席[1]:3641-3642。
- 8月2日——中央軍擊破汶河南岸之晉軍，強行渡河，占領南夏、北弈任、輝南、漳城等，並包圍汶上縣，另一部在鄆城北擊破晉軍，迫近東阿，同日中央軍占領新泰，次日中央軍擊破泰安東南店子之晉軍秦紹觀部，俘1,000餘人[1]:3642-3643。
- 8月3日——閻錫山8月2日派冀貢泉專車到北平迎汪精衛，是日汪乘專車赴石家莊，陳公博、鄒魯、覃振、薛篤弼、趙丕廉等同行，次日抵石家莊，汪、閻晤談，交換關於黨務等意見；何鍵軍總攻長沙，在海軍掩護下由岳麓山渡江，飛機亦飛往助戰，8月4日夜9時起，何鍵軍開始第二次總攻，由劉建緒率陳光中、陶廣任第一路，羅藩瀛率陳渥等部任第二路，危宿鍾率戴斗垣等部任第三路，分三路總攻擊，在軍艦「勇勝」、「咸寧」掩護炮擊下渡河強攻，8月5日晨攻入長沙城，與紅三軍團進行激烈巷戰，兩小時後紅軍主動撤出長沙，向平江、瀏陽地區轉移；方聲濤通電稱在泉州就福建省政府所委之軍事特派員職，節制閩南各軍討盧，陳國輝在永春縣之湖洋焚劫仍甚[1]:3643。
- 8月4日——津浦鐵路正面中央軍第十一師陳誠部占領南驛、大汶口，繞道出左翼，攻下大辛莊、小辛莊、黃草嶺、紅嶺、王家堂、鳳凰山，繞攻界首，右翼蔣光鼐、蔡廷鍇兩師繞過曲阜，繼續北進，8月6日圍攻泰安，8月10日占領萊蕪，當即分為三路北進，左翼馮軼裴等部亦繞過汶上、肥城，占領東平、東阿，一面包圍汶上、肥城之晉軍，一面攻取長清，防守守汶河之晉軍，因中央軍左右兩翼已迫近濟南，恐歸路斷絕，乃下令北退，未及退完，即倉皇將大汶口鐵橋炸毁，致使未及過河之晉軍及民夫墜河溺斃者甚多[1]:3643-3644。
- 8月5日——蔣介石委顧祝同為隴海護路司令，兼歸德警備司令，顧於是日就職；行政院議決准貴州省設置貴陽市；教育部聘高陽為江蘇省立教育學院院長[1]:3645。
- 8月6日——馮玉祥乘中央軍分兵攻閻，突以主力迂回隴海線中央軍右翼，攻擊中央軍側背，中路以孫連仲所部3師攻歸德，右路以孫殿英部3師攻馬牧集，左路以孫良誠、宋哲元等部七八師之眾向右策應，壓迫睢縣、寧陵之線，遂形成寧陵附近會戰，蔣介石即調第三軍團之第三師陳繼承、第七師王均兩部增援，並令第三軍副總指揮朱紹良將陣地變更，以適應兵力，相持至8月11日，蔣介石將兵力分為3個縱隊，以上官雲相、王均、顧祝同分右中左3個縱隊，指揮兵力約7個師，三面圍攻西北軍；中共中央政治局在上海議決成立中央行動委員會，是日由黨、團中央及全國總工會領導機構合並組成之指導全國武裝暴動和總同盟罷工之最高機構——中央行動委員在上海成立，向忠發、李立三、徐錫根、袁炳輝為主席團成員，李立三在成立會上強調黨之總任務是積極準備武裝暴動；共產國際執委會遠東局致函中共中央，要求停止執行冒險計劃；何鍵派劉建緒師向株醴，危宿鍾師向平瀏追擊紅軍，並在長沙大肆屠戮，次晨國民政府代主席譚延闓向旅京湘人表示，「現在湘局，非何鍵不能收拾……」，但「若不分皂白，概行株連，則危險甚大」；紅十六軍孔荷寵部在平江與羅霖新編第二十二激戰，晚向長壽街轉移，羅部占平江；紅一軍團朱德、毛澤東部克江西安義[1]:3645-3646。
- 8月8日——國民政府國務會議決議：所有湘、鄂、贛「剿匪」事宜，特派武漢行營主任何應欽負責辦理，各該省駐軍概歸其節制指揮，同日武漢行營召開湘、鄂、贛三省綏靖會議；福建省政府下令陳國輝撤退湖洋軍隊，方聲濤親赴永春晤陳傳達命令，陳表示服從，是日方聲濤自永春回泉州，次日即令張貞新編第一師一團自泉州出發，8月11日抵湖洋，陳部即開始撤退，8月13日撤盡[1]:3647。
- 8月9日——鄧演達等在上海法租界召開「中國國民黨臨時行動委員會」（即「第三黨」）成立大會，到會有10個省之代表，包括黃琪翔、章伯鈞、季方、朱蘊山等30餘人，會議由鄧演達主持，次日中央幹部會發布該會正式成立第一號公告，選舉中央機構——幹部會，由鄧演達任中央幹部會總幹事；閻錫山令李服膺部開泰安增援津浦鐵路，李設司令部於濟南，是日閻派其參謀長辜仁發向第二、四兩路總指揮傅作義、李服膺傳達命令，令其死守泰安、肥城、長清之線，更恐兵不用命，又派周玳、謝濂為督戰司令[1]:3647-3648。
- 8月11日——津浦鐵路中央軍大部到達汶河南岸，劉峙本人亦到，遂下各路總攻擊令，8月13日第十一師陳部攻下界首，第六十一師第八旅旅長毛維壽亦由小道進至長城嶺，與晉軍血戰兩日夜，迄8月13日晚，占領距濟南僅50里之仲宮鎮，8月14日午復由仲宮北進，到達大澗溝，與晉軍激戰，同時陳誠部攻下張夏車站，左翼馮軼裴部教導師亦到達長清，各路晉軍被截成數段，失去聯絡，中央軍迫近濟南，晉軍遂下總退卻令；膠濟鐵路晉軍縮短戰線，開始後撤，以昌樂為第一戰線，青州（今益都）為第二戰線，一舉放棄坊子、濰縣陣線，韓復榘部曹福林軍占領濰縣，向昌樂追擊，韓將司令部移祚山，並親在該處督師，第十七軍劉珍年部進抵白狼河；何鍵一面對長沙總商會勒索軍費40萬元，一面挨戶搜查，捕人盈千，殺害者達數百人，市民怨聲載道，是日長沙盛傳紅軍反攻訊，何鍵急下特別戒嚴令；何鍵令第十五師師長危宿鍾任長沙留守司令，王東原任警備司令，親率19個團進攻瀏陽，紅軍向贛邊轉移，是日戴斗垣部占領瀏陽；內政部通咨各省市，稱太平天國為「光榮革命史之一頁」，被清廷加以種種蔑視之名稱達五六十年之久，迄今各地修志及報紙記載，仍沿舊習加以輕蔑，嗣後如有記述太平事實者，禁止沿用「粵賊」諸稱，而代以太平軍或相等之名稱[1]:3648-3649。
- 8月12日——閻錫山由太原乘專車秘密抵濟南，召集張蔭梧、傅作義、馮鵬翥、李服膺開會，以濟南關係重要，如一放棄，則恐張學良出兵，平、津亦將不保，決定死守濟南，閻並下令，「無論官兵，凡有後退者，一律槍斃」；陳濟棠在梧州據報，桂軍白崇禧、楊騰輝有分路攻大河之企圖，急調第五十九師余漢謀部回駐蒙山，並將分布陽朔、平樂、荔蒲各師，悉數南移大河方面防堵，是日陳漢光、呂定祥等團回駐陳村塘、昭平，策應大河軍事，黃任寰旅則開返大河平南江口，並與潯州（今桂平）之黃植楠團聯絡，警戒武宣江口，8月14日黃任寰旅抵平南，扼守大河腹部，第六十三師李揚敬部亦陸續開回藤縣、蒙江[1]:3649。
- 8月13日——膠濟鐵路晉軍繼續退卻，張蔭梧部主力已棄青州，是夜韓復榘先頭部隊占令青州︳劉珍年前鋒各部迂回至博興、高宛等地；廣西紅八軍軍長俞作豫及廖光華、王敬軒等在龍州失敗後，奉上級命令，由龍州取道越南到香港，準備由香港乘廣九車轉赴東江，是日俞等由九龍乘車途經深圳時被捕[1]:3650。
- 8月14日——平漢鐵路正面中央軍占臨潁，右翼達扶溝、鄢陵，過許昌以北，8月16日楊虎城部第十七師占領裴城，馮軍退向蘇橋；濟南軍因受蔣軍重大壓迫，決定即退黃河北岸，蔣軍飛機連日轟炸濟南，是日炸死炸傷30餘人[1]:3650。
- 8月15日——中央軍蔣光鼐部第六十一師入濟南城，蔣光鼐奉令兼任濟南警備司令，同日新編第二十四師許克祥部抵達洛口黃河橋，截斷晉軍歸路，俘獲晉軍官兵、械彈、輜重甚多；隴海鐵路馮軍開始向汴洛撤退，蘭封以西鐵橋均被炸毁，8月18日馮玉祥將一部分有力部隊及多數武器彈藥、糧食等運往陝西，以保存實力；陳國輝派兵兩營自永春出發進攻盧興邦，8月19日陳部抵達德化與盧部發生劇戰，8月20日方聲濤電福建省政府，謂已率各軍向永春、德化前進；全國稅收會議在上海召開[1]:3651。
- 8月16日——中央軍第二軍團總指揮劉峙抵達濟南，召集蔣光鼐、蔡廷鍇、陳誠等開軍事會議，討論渡河追擊晉軍方案，令蔣光鼐以一旅任濟南警備，一部由洛口渡河向德州追擊，一部沿膠濟鐵路向周村夾擊晉軍，楊勝治師擔任肅清長清晉軍，馮軼裴師、馬騰蛟師、陳孝思旅分任解決肥城、泰安、汶上之晉軍，許克祥師集中荷澤，夏鬥寅師調往隴海，胡伯翰師調往漢口；蔣介石通電告捷，詳述津浦鐵路作戰經過，稱克濟南之役，奪獲步槍3萬餘支，大炮230門，飛機3架，同日國民政府發給首入濟南之蔣光鼐賞金20萬元；何應欽調動18個師兵力，下令總攻擊湘鄂贛紅軍；蔣介石令任戴民權為新編第二十五師師長兼鄂北「剿匪」指揮官，戴是日在小河溪就職[1]:3652。
- 8月17日——平漢鐵路中央軍開始總攻擊，新編第二旅劉培緒部在鐵甲軍協助下，於8月18日占領小商橋，即向大石橋前進，西北軍晨起總退卻，8月19日中央軍楊虎城第七軍一部繞過許昌，抄襲鄭州；津浦鐵路中央軍集中濟南附近，左右兩翼越過歷城，抵黃河沿岸布防截敵，新編第二十師許克祥部，已由洛口渡河，直趨晏城，8月18日中央軍左翼、右翼分左右抄攻德州兩側，8月19日楊勝治部前鋒抵達禹城，晉軍大部退德州；膠濟鐵路晉軍第三軍王靖國部集中周村附近，向青城方面撤退，渡河北去，韓復榘部8月15日入青州，8月16日韓到青州指揮各軍向青城追擊晉軍，是日第一軍團總指揮韓復榘率參謀長張鉞、總參議蔣伯誠等抵達濟南[1]:3652-3653。
- 8月18日——中央軍便衣隊炸毁平津鐵路天津、北倉間之第二十五號鐵橋，由太原密赴津浦鐵路視防之閻錫山早已通過該橋，幸免遇險[1]:3653。
- 8月20日——湘軍戴斗垣旅3團人在瀏陽文家市被朱德紅一軍團全部殲滅，旅長戴斗垣被擊斃；津浦鐵路晉軍組織變更，閻令將第二、四、五、六各路軍合編為第三方面軍左翼，自兼總司令，由張蔭梧代行職權；蔣介石為獎勵津浦鐵路作戰有功將領，發表以夏鬥寅升任第二十一路總指揮，陳誠升任第十八軍軍長[1]:3653-3654。
- 8月21日——南北雙方代表雲集北戴河包圍張學良，各以甘言相餌，是日吳鐵城奉蔣密令赴北戴河晤張，要求張就海陸空軍副司令職，吳並語人謂趕走閻錫山後，南京政府擬將北方地盤完全讓給張學良，同日閻、馮代表賈景德、薛篤弼、門致中、孔繁霨等亦自天津赴北戴河，8月22日張作相電張學良，謂必須始終嚴守東北門羅主義，勿為甘言所動，勿為威武所屈，張學良旋覆電謂一舉一動必以東北四省地盤為前提，而加以慎重考慮，8月23日、8月24日擴大會議代表陳公博、覃振接連在北戴河顧維鈞別墅與張晤談，苦勸張加入北方，但張不即不離，稱自己一人難予明確答覆，要等回奉天和各重要幹部商量後，再表明態度；蔣介石由歸德乘飛機到濟南視察，命令韓復榘部擔任津浦鐵路追擊任務，劉峙率津浦鐵路作戰各軍陸續調往平漢鐵路、隴海鐵路，集中力量打擊馮軍；夏鬥寅部開往膠濟鐵路，會同韓復榘部肅清殘敵，李韞珩部三師兵力8月22日起由濰縣到濟南集中，準備渡河；孫桐萱就蔣介石委任之濟南警備司令職，並公布《戒嚴條例》，凡18條；蔣介石任命第六十一師副師長戴戟代理該師師長，是日戴在濟南就職；黃紹竑馬電宣布辭去第一方面軍副司令兼廣西省政府主席職，並另電蔣介石呼籲和平息兵，黃辭職後，副總司令職由白崇禧接任[1]:3655。
- 8月22日——隴海鐵路中央軍占杞縣，陳繼承第三師占柘城，譚道源第五十師進駐高隆集，同日秦慶霖新編第四師占鹿邑，西北軍退集太康；何成濬由漯河飛隴海前線見蔣介石，報告平漢鐵路軍事情況並請示進攻許昌、鄭州事宜，當晚回漯河召集軍事會議，準備一切，8月25日何成濬、賀國光制定進攻許昌、鄭州計劃；蔣介石自津浦鐵路調三兵力赴湘鄂贛「圍剿」紅軍，是日教導三師指揮官胡伯翰率部三團由南驛乘車南下，8月23日乘輪赴湖北[1]:3656。
- 8月23日——國民政府據蔣介石養（22日）電下令諭導閻、馮方將士來歸，謂「苟能去逆效順，政府自必錄瑜棄暇」，「若尚執迷不反，是甘與閻馮諸逆同其惡終」，「中央當盡力討伐」；紅一軍團同紅三軍團在瀏陽永和市會師，組成中國工農紅軍第一方面軍，朱德任總司令，彭德懷任副總司令，毛澤東任總政治委員，下轄第一、第三兩個軍團，共3萬餘人，同時成立中共第一方面軍總前敵委員會，毛澤東任總前委書記，成立中國工農革命軍事委員會，毛澤東任主席，紅一方面軍組成後，決定第二次攻打長沙[1]:3656。
- 8月24日——中央軍馬鴻逵部第六十四師第一旅從泰安西門外挖掘地道炸毁城墻一角，城內晉軍秦紹觀部第四保安縱隊全被繳械，困守肥城之晉軍向張家店逃跑，被中央軍三面截擊消滅，汶上晉軍見泰安、肥城已破，全部潰散，在東平附近被殲；馮玉祥代表門致中由北戴河赴天津，8月25日到北平會見汪精衛，報告與張學良晤談經過，8月26日赴鄭州見馮玉祥報告並請示辦法；蔣介石升任楊虎城所部第一旅旅長馮欽哉為第七十一師師長[1]:3657。
- 8月25日——陳濟棠第八路軍下總攻擊令，分三路攻來賓、賓，余漢謀師任中路，黃任寰、楊鼎中任左路，李揚敬任右路，中路余漢謀師占領石龍、來賓，賓陽桂軍退向南寧，8月26日晨余師進占賓陽，柳州、南寧交通已斷，陳以軍事進展順利，遂於8月27日乘艦離開梧州回廣東，與省當局協商廣西善後[1]:3657。
- 8月26日——龍雲滇軍分兩路二次圍攻南寧，盧漢所部進攻城西之西鄉塘，朱旭部則進攻城北之陸公祠山，桂軍韋雲淞、陸福祥等以守城兵力薄弱退回城內扼守，8月27日滇軍前鋒弧包圍城內桂軍，但缺乏重炮，屢攻南寧未下[1]:3658。
- 8月27日——中央軍飛機到北平投彈10餘枚，過天津時並以機槍掃射[1]:3658。
- 8月29日——隴海鐵路中央軍下總攻擊令，次晨右路各軍已過考城、紅廟，迫近蘭封，中路各軍亦越野雞崗、內黃，西抵儀封、雙潰集、田陳寨、郭樓之線，左路各縱隊進至高賢集、頭段口等處，俘虜閻、馮軍官兵2,700餘人，繳步馬槍3,000餘支，野迫擊炮10餘門，重迫擊炮30餘門，機槍20餘挺；紅一方面軍進抵長沙近郊，第四路軍總指揮何鍵龜縮長沙，即召危宿鍾、劉建緒、羅霖、公秉藩等開軍事會議，決由第十五、十六、十九3師撥6團死守長沙，危宿鍾等率8團守易家灣，並由何鍵電請武漢行營加派飛機「協剿」紅軍[1]:3659。
- 8月30日——張學良由北戴河返瀋陽，孫傳芳、吳鐵城、方本仁、劉光、王樹翰等同行；紅一方面軍分三路進攻長沙，朱德、毛澤東率第十二軍到達株洲附近，黃公略、林彪率第三、第四兩軍抵關刀鋪，彭德懷率第五、第八兩軍主力，抵湘陰港附近，一部則沿瀏長大道抵黃花市附近，是晚起紅軍總攻長沙，迭以火牛為前驅，猛衝何鍵軍所布電網，終因敵方火力太猛，未能攻破；武漢行營令航空五隊入湖南，公秉藩、羅霖兩師亦全部抵長沙，湘鄂鐵甲車隊次晨開猴子石協助第四路軍迎擊紅軍，何鍵嚴令官兵只准向前，退後者斬，同日錢大鈞教導第三師赴湖南增援；閻錫山委前晉方膠濟路局局長梁上棟代理北平市長，梁是日接任；中國國民黨臨時行動委員會召開中央聯席會議，議決開展武裝鬥爭，謀得一根據地，以圖發展[1]:3660。
- 8月31日——討逆軍總司令蔣介石在歸德下達對平漢線西北軍總攻擊令：第一號命令分部隊為六個縱隊，分別準備由淮陽、周家口、漯河之線進攻鄭、洛，9月1日第一師抵周家口，蔣令第十一、六十、六十一等師相繼由歸德向周家口推進，9月3日蔣介石復下第二號命令，令平漢路各軍於9月4日以前就集結位置，9月5日起開始攻擊；隴海鐵路中央軍張治中教導第二師於8月29日、8月30日開始總攻，是日占領民權縣；李宗仁之代表張震歐、呂競存、溫廷修，由香港搭輪抵塘沽，搭午車過天津赴北平，向汪、閻、馮接洽聯合反蔣[1]:3660-3661。

### 9月
- 9月1日——北平中國國民黨中央黨部擴大會議通電公布《國民政府組織大綱》，並推定閻錫山、唐紹儀、汪精衛、馮玉祥、李宗仁、張學良、謝持七人為國民政府委員，閻錫山為主席；蔣介石任命馬騰蛟為陸軍第六十四師師長，是日馬在泰安宣誓就職；李宗仁為穩定內部，鞏固軍心，成立秘密政治組織「革命同志會」，以李宗仁、白崇禧、張發奎為中央常務幹事[1]:3661-3662。
- 9月2日——閻錫山電擴大會議表示接受政府委員主席職，擴大會議推汪精衛、張知本、茅祖權、冀貢泉、陳公博、鄒魯、顧孟餘為約法起草委員；賈景德、薛篤弼自太原攜政府組織案到鄭州徵馮玉祥同意，馮對政府問題表示愈速成立愈好，所有一切辦法全聽閻錫山主持，9月4日晨賈、薛抵石家莊向閻報告，閻表示滿意，遂命賈、薛二人即日赴瀋陽向張學良報告；南京代表吳鐵城、方本仁、張群同見張學良談時局，張表示東北擁護南京中央，當貫徹初衷，同日張學良電召東北各省要員赴瀋陽，會議應付時局方針，晚南京代表李石曾由北戴河到瀋陽；平漢線西北軍孫長勝騎兵部隊由安子嶺開禹縣，劉桂堂部守西華，鹿鐘麟、張維璽兩部退許昌，繼向鄭州撤退，並在臨汝、登封一帶布置防線[1]:3663。
- 9月3日——馮玉祥電擴大會議，表示接受政府委員職，並電促汪精衛速組政府，同日顧維鈞應陳公博等催促，自北戴河抵北平，與汪精衛晤談組織政府事，顧表示不願參加新府活動[1]:3663。
- 9月4日——北平組織政府，推張學良為政府委員，並任顧維鈞、湯爾和、羅文幹為部長，張學良是日面告傅作義稱，對此完全拒絕，並謂東北方面任何個人絕不能代表東北[1]:3664。
- 9月5日——張學良致電蔣介石，謂「余已拒絕就任北方政府委員，並任命羅文幹、顧維鈞、湯爾和等即時歸瀋」，張並以此事電告閻錫山，同日沈鴻烈亦電北平賈景德、薛篤弼，聲明「本人除東北職務外，其他概不接洽」，顧維鈞、賈景德與薛篤弼同車赴瀋陽，羅文幹及東北駐北平代表危道豐、湯爾和也離開北平回瀋陽；平漢鐵路中央軍開始總攻擊，劉峙、何成濬、王金鈺等分別指揮平漢、隴海兩路間之軍事，一部抄抵和尚橋，直趨新鄭，一部由長葛、尉氏橫斷中牟，何成濬第三軍團各部則進攻登封，9月6日午後蔣介石到漯河指揮各縱隊進攻，西華西北軍劉桂堂部頑強抵抗，自9月5日起激戰兩日夜，9月6日晚被中央軍第一縱隊攻占，中央軍楊虎城部9月7日克寶豐，劉茂恩部9月8日占汜水，同日楊虎城部克登封，劉峙指揮中央軍開始向許昌之線實行總攻擊；河北省府奉閻錫山令移保定，取消各附屬機關；國民政府國務會議議決改組山東、安徽省政府，任韓復榘為山東省政府主席，陳調元為安徽省政府主席[1]:3664。
- 9月6日——唐生明、顔仁毅、馮天柱率部三四千人，分兩路攻湖南衡陽，與第四路軍湘南警備司令，第十九師旅長段珩部激戰於五里牌之線，唐軍向祁陽敗退，同日龍雲第十路軍盧漢部第九十八師孫渝旅進占廣西武鳴，桂軍向上林等地撤退[1]:3665。
- 9月7日——賈景德、薛篤弼奉閻錫山、馮玉祥命到沈陽見張學良，表示閻、馮願以察、綏、平、津永久讓與為條件，請求援助，被張拒絕；蔣介石在漯河召開軍事會議，決議平漢線取守勢，如平漢軍事不利，隴海再反攻，9月9日蔣返柳河，委張鈁任第二十路總指揮；蔣介石電令停辦黃埔軍校，9月17日第八路軍總指揮陳濟棠派總部參議王仁榮接收該校；何鍵電何應欽，請令贛出重兵堵截紅軍，何應欽即電魯滌平令第十八、五十等師向湖南邊境挺進；閩軍張貞部陳林榮團從永福出發，攻擊漳平之盧興邦部，盧部不支退大田，張貞部占漳平；中國共產黨、共產主義青年團、中華全國總工會、中國革命互濟會定是日為反對帝國主義、中國國民黨之白色恐怖鬥爭日，上海南京路舉行反白色恐怖大示威，參加者2,000餘人，9人被捕[1]:3666。
- 9月8日——國民政府任命馬福祥為蒙藏委員會委員長；隴海線中央軍分為左、中、右翼三軍，蔣鼎文指揮第二十六軍、教導第二師、第九師為右翼軍，朱紹良指揮第五十二、第八各師為左翼軍；陳調元指揮金漢鼎、王均、馮軼裴三個師為總預備隊，9月4日起中央軍開始全線總攻擊，即日許克祥部克荷澤，朱紹良第六路軍進至睢縣；魯滌平第九路軍第十八師全部抵達江西萍鄉，由戴岳指揮向湖南東部推進，江西防務，南昌由張輝瓚、吉安由鄧英、贛州由金漢鼎、九江由溫森、南潯鐵路由岳森等分任警備[1]:3667。
- 9月9日——上午9時，閻錫山在北平懷仁堂就「國民政府」委員及主席職，汪精衛居右，謝持居左，同就委員職，王法勤監誓，就職典禮完成後，即將汪起草之通電簽署拍發，並分請唐紹儀、馮玉祥、張學良、李宗仁各於所在地先行就職；平漢線中央軍第五縱隊孫蔚如部在曹店、南召截擊西北軍劉汝明部，劉部分向魯山、葉縣退卻，9月10日駐太康之西北軍王泰部投中央，即開豫西，同日中央軍第一師占小商橋車站，9月11日駐襄城之西北軍張瑞堂部投中央，歸中央軍第四縱隊收編，中央軍第五縱隊占領自由縣，西北軍宋哲元部在龍門及鞏縣、偃師一帶構築工事，9月12日西北軍主力向洛陽移動，駐禹縣、臨潁、小商橋一帶之田金凱部與中央軍激戰；何應欽偕錢大鈞乘飛機抵長沙，即召何鍵、公秉藩、羅霖等會議，決定「剿共」具體辦法，並偕何鍵、張開璉同赴易家灣、平、瀏前線陣地視察，當晚返長沙後即乘原機返漢口；陳濟棠梧州行營下令總攻遷江、來賓，何鍵第四路軍第十九師占領湖南祁陽縣城，即向永州追擊唐生明、顏仁毅等部；國民政府令：免去安徽省政府委員馬福祥、王之覺、孫繩武、程天放、李範一、馬吉第、張克瑤、李應生、金維系職務，任命陳調元、朱熙、袁家普、陳鸞書、程天放、于恩波、衛立煌、劉復、郝國璽為安徽省政府委員，陳調元兼主席，朱、袁、陳鸞書、程分別兼任民政、財政、建設、教育各廳廳長；蔣介石任樊鍾秀部參謀長郜子舉為新編第五軍軍長，王學聚為副軍長兼第十七師師長，是日在太康防次宣誓就職[1]:3667-3668。
- 9月10日——張學良在瀋陽北陵別墅召開東北最高幹部會議，東北軍政要員除熱河主席湯玉麟未出席外，吉林省政府主席張作相、黑龍江省政府主席萬福麟、東北長官公署軍事廳廳長榮臻、秘書廳廳長王樹翰、軍令廳廳長王樹常、遼寧省政府主席臧式毅、哈爾濱特區行政長官張景惠、哈爾濱特警處長鮑文樾等均與會，榆關駐軍司令于學忠亦列席會議，會上張學良詳述出兵華北原因，稱：「目前國事日非，如非國內統一，更不足以對外。……最近閻、馮的軍隊業已退至黃河北岸，蔣軍業已攻下濟南，我方似應實踐出兵關內的諾言。」，會上無反對意見；9月9日，蔣介石在李壩集召集隴海線各將領面授9月11日總攻機宜，是日蔣赴野雞崗巡視炮兵陣地，召集各軍團長以上指揮官訓話；馮玉祥通令所有陝、甘、寧、青四省軍政悉由後方司令劉鬱芬統籌辦理；第四路軍總指揮何鍵分兵五路進攻長沙郊區紅軍，並令海軍「咸寧」、「勇勝」兩艦，飛機第五隊及鐵甲車協同進擊，是日在㮾梨市、易家灣、昭山、跳馬澗各線發生激戰，魯滌平第九路軍第十八師亦由萍鄉出動堵擊，晚及次晨，紅軍數萬人兩次猛攻長沙，蔣軍出動飛機轟炸，9月12日晨何鍵親赴前線視察督戰，9月13日紅一軍團朱德、毛澤東部向株州、醴陵轉移；蔣介石任命馬全良為陸軍第七十二師師長，是日馬在泰安宣誓就職[1]:3668-3669。
- 9月11日——閻錫山赴津浦路視察，趙戴文同行，9月12日到平原、黃河涯、禹城一帶視察，目睹晉軍士氣頹喪，軍紀蕩然，極為懊喪，令張蔭梧、王靖國「能守則守，不能守則退」，9月13日閻由德州折回天津赴石家莊；隴海線中央軍開始總攻擊，西北軍左翼石友三部向中央軍輸誠，渡過黃河向北撤退，右翼因中央軍同時實行總攻擊，西北軍右翼增加孫連仲之第二、三兩師，但大半係新兵，不堪作戰，同日石友三讓出考城，中央軍右翼挺進軍右縱隊第十二師即日進占考城、四門堂及前金廟一帶；馮玉祥電告汪精衛、謝持，在鄭州就政府委員職；第四路軍總指揮何鍵奉蔣介石令調動湖南將領：第十五師師長危宿鍾調任司令部高級參謀，以旅長王東原升任該師師長，第十六師師長羅藩瀛調總司令部高級參謀，代行湖南全省清鄉司令，以旅長彭位仁升任該軍軍長，劃第十五、十六、十九師為第十九軍，以第十九師師長劉建緒升任該軍軍長，以旅長李覺升任第十九師師長，第七獨立旅旅長陳光中兼湘東「剿匪」司令[1]:3669。
- 9月12日——國民政府令免山東省政府委員陳調元等11人職務，任命韓復榘、李樹春、何思源、王向榮、張鴻烈、馬鴻逵、劉珍年、張鉞、王芳亭為山東省政府委員，韓復榘兼主席，李、王向榮、何、張、王芳亭分別兼民政、財政、教育、建設、農礦各廳廳長；第一次全國蘇維埃代表大會中央準備委員會會議在上海召開，決定將「中準會」移到蘇維埃區域，在白區設中央辦事處，將原定11月7日召開全國蘇維埃代表大會之日期改在12月11日廣州暴動紀念日舉行，會議還討論通過「全蘇大會選舉條例」等多項議案[1]:3670。
- 9月13日——紅一軍團朱德、毛澤東部向株洲、醴陵轉移[1]:3669。北平中央黨部擴大會議約法起草起草委員會通電全國徵詢關於約法之意見；平漢線中央軍兩翼側抄汴、洛，西北軍主力集結鄭州，分向兩側增援，通許、扶溝、登封、臨汝一帶戰事激烈，是日西北軍劉汝明部復占寶豐[1]:3670-3671。
- 9月14日——閻軍津浦路督戰司令謝廉率領8個督戰隊到北平，即赴石家莊見閻錫山，同日晨閻錫山抵石家莊，即密令退兵：令德州張蔭梧除一部分警備隊外，速將主力部隊全部集結大名及石家莊，令蘭封孫楚將隴海線晉軍主力集結新鄉以北；紅一方面軍停止進攻長沙，撤出陣地，向湘東、贛西進發，第二次攻打長沙失敗，是日紅一軍團朱德、毛澤東部抵醴陵，後向萍鄉進軍，彭德懷之紅三軍團仍駐易家灣、跳馬澗一帶，9月15日由跳馬澗、永安市向瀏陽、平江、岳陽進軍，同日何鍵在第四路軍總部開軍事會議，議決分頭追擊，統限9月16日動員出發，並電贛軍堵截；福建軍事特派員方聲濤率所部4,000餘人於9月1日開始分三路總攻德化，是晨占德化城，盧興邦部徐飛龍率部逃大田，方聲濤即統率各軍，向大田推進，直迫龍溪；蔣介石以郭汝棟在鄂北「剿共頗著成績」，特將該部升編為陸軍第二十六師，並任郭為師長；蔣介石委岳盛宣為第五十七師師長，是日岳在柳河就職[1]:3671。
- 9月15日——蔣介石通電告捷，謂平漢前線5個縱隊已分別迫近通許、和尚橋，占領扶溝、襄城、密縣、伊陽及鄭州西南密縣、洛陽咽喉之白沙，隴海前已占考城，向蘭封、開封進展中，石友三完全與其一致，戰事不久可告一段落；馮玉祥致電閻錫山，要求閻以大部兵力攻濟南，以一部兵力攻歸德，運2萬兵至鄭州作總預備隊，參加鄭州會戰；北平擴大會議電促四川劉文輝、鄧錫侯、田頌堯出兵討蔣，謂「黨國分崩離析，罪在蔣逆一人」，「非以武力制裁，決不足以去此兇殘」，「能於此時指戈東向，會師江漢，則逆軍背腹受傷，滅亡立待」，同日擴大會議通過閻、馮推薦之石友三、劉文輝為政府委員及閻錫山所提之《訓政規約》及《地方保安條例》，擴大會議即電促石、劉就職；北平擴大會議約法起草委員會成立，聘羅文幹、呂復、高一涵、梁式堂、郭泰祺、周鯁生為專家，推汪精衛為委員長，郭泰祺兼秘書長；國民政府令：免蒙藏委員會副委員長馬福祥本職，任命王之覺為蒙藏委員會副委員長，湖南省政府委員陳嘉祐着即免職，聽候查辦[1]:3671-3672。
- 9月17日——閻、馮代表賈景德、薛篤弼自瀋陽急電到北平，謂張學良將於9月18日夜發和平通電，並有軍事行動，汪精衛等接得此報，驚愕不知所措，9月18日晨汪精衛等開緊急會議，聚商時局，同日北方代表以東北當局對時局已有鮮明表示，留瀋陽亦無作用，孔繁霨即於早9時返回北平轉石家莊，賈景德、薛篤弼亦於9月19日上午離開瀋陽返回北平；東北邊防軍司令官張學良下動員令，以于學忠為第一軍，王樹常為第二軍，胡毓坤為第三軍，張煥相為前敵總司令，進兵關內，同日張學良接見《大公報》記者稱：「現在民困已達極點，北方尤不宜再受兵禍，故余已不能不被迫而出於干涉。」，又稱：「唯余之表示，亦不盡與寧府期望吻合，蓋余乃站在中間而偏向南方而已，余決不為落井下石之舉。」；平漢線中央軍以重炮、飛機、鐵甲車掩護向臨潁、紂城等地攻擊，第一縱隊蕭之楚師完全占領鄢陵，郝夢齡師占長葛，馮玉祥為縮短戰線，放棄臨潁，9月18日西北軍在邸閣鎮之張印相、孫殿英部，尉氏西南之孫連仲、鄭大章部，全面向中央軍第一縱隊徐源泉第四十八師反攻，同日中央軍第一縱隊第十一師攻占長葛東南之石象鎮，上官雲相部攻占和尚橋[1]:3673。
- 9月18日——張學良發出和平通電，稱擁護中央，略謂：「良委身黨國，素以愛護民眾、維護統一為懷」，「籲請各方即日罷兵，以紓民困」，「凡我袍澤，均宜靜候中央措置，海內賢達，不妨各抒偉見，共謀長治久安之策。」，同日東北軍入關；閻錫山因張學良已發和平通電，即發出倒填日期之寒（14日）電，痛陳蔣軍使用毒瓦斯之暴行，稱「我惟有退避三舍，以救民命」，北京政界極為惶惑；國民政府准免國立中山大學校長戴季陶本職，任命朱家驊為國立中山大學校長[1]:3674。
- 9月19日——石友三發出響應張學良之通電，稱「頓兵河朔，希冀和平，此後誓當靜聽張司令官之措置」；汪精衛電張學良，謂「今日最急之務在於除去內戰之原因」，提出即開國民會議，召集合法之中國國民黨全國代表大會，由黨員選舉代表，制定約法，「防剿」湘、鄂、贛共產黨等四點主張，詢張如何實現，同日謝持、鄒魯、覃振亦電張學良，提出開國民會議解決國是等四項意見；下午北平擴大會議要員在懷仁堂會商應付時局方針，會後汪精衛接見記者，謂「如張願意和平，而能將余所舉四項謀其實現，一切自無問題；如張決進余而情勢惡化，則無論太原、西安，吾人均可作為根據地」；東北軍入關先遣部隊于學忠部第一軍渡灤河，向灤州前進，閻錫山、馮玉祥知大勢已去，決定先將軍隊退至鄭州以西，黃河以北，同日馮玉祥在鄭州召集軍事會議，會後即發布總退卻令，西北軍大部開始由蘭封前線向鄭州撤退，9月20日晨起駐灤州至唐山之晉軍楊愛源第十六軍退石家莊，閰錫山並令徐永昌於五日之內，將隴海線之晉軍撤退至新鄉線；蔣介石令隴海鐵路各軍策應平漢鐵路各軍會師鄭州，並於蘭、汴、鄭、洛四處懸重賞督飭各軍前進，是日拂曉平漢線中央軍第一師占大石橋，進攻許昌，第五縱隊孫蔚如部接近寶豐，進攻劉汝明部，西北軍田金凱部八九千人退許昌西南地區；楊樹莊於9月14日委劉和鼎、方聲濤為閩北剿匪東西兩路指揮官，並令乘勢進攻延平、尤溪盧興邦部，西路指揮官方聲濤奉委後，是日由永春返泉州，召開軍事會議，討論進兵大田、攻取尤溪策略，東路指揮官劉和鼎奉委後，即委第五十六師副師長嚴爾艾為前敵指揮，令親赴前線督戰，分三路會攻延平；第四路軍陳光中、李覺兩師過株洲進攻醴陵紅軍，羅霖、公秉藩兩師過永安市進攻瀏陽紅軍，9月20日紅一軍團朱德、毛澤東部分兵進駐攸縣、茶陵、萍鄉等縣，9月21日李、陳兩部占醴陵，湘南各縣聯防團隊於9月23日占瀏陽，9月24日占攸縣，9月27日占安仁；國民政府國務會議決議派張群、李仲公、陳希曾、郭樂、黃漢梁、李國杰、王延松為國民政府整理招商局委員會委員，指定張群為委員長，並派李仲公為招商局總管理處委員[1]:3675-3676。
- 9月20日——譚延闓、孫科、胡漢民等在南京集議北方善後辦法，同日國民政府電張學良，略謂：「巧（18日）電誦悉，倡導和平，彌深佩慰。中央但求完成統一，保持紀綱，其他均可和平解決。至閻、馮部屬，均屬國家軍隊，中央自應一律待遇，不應歧視。」，同日韓復榘、馬鴻逵等發出響應張學良通電，表示「謹當追隨張公之後，靜聽中央措置」；蔣介石再發《忠告前第二、第三兩集團軍將士書》，要求「於敬日（24日）以前毅然反正，各就原防，靜候中央處置，中央必仍一視同仁」；趙戴文到北平，傳達閻意決守山西，邀擴大會議中委赴晉，汪精衛、陳公博、王法勤、白雲梯、陳樹人、陳嘉祐、經亨頤、茅祖權、覃振、鄒魯、謝持、潘雲超、傅汝霖、趙丕廉、冀貢泉因東北軍已入關，即隨趙戴文赴石家莊，曾仲鳴、何其鞏等同行，車至琉璃河，為馮玉祥所派之鄧哲熙、王化初所阻，要求諸委留北平鎮懾，趙戴文等10餘人隨即偕鄧、王折回北平，汪精衛、謝持等六人繼續南行，同日汪抵石家莊，即晤閻錫山，嗣往鄭州晤馮玉祥；東北軍第一軍于學忠部午前從前所站出發，先頭為董英斌旅，因待唐山、塘沽間晉軍之撤退，乃止宿於塘沽，于學忠、高紀毅派員攜函至天津，與市長崔廷獻接洽和平交替，同日東北軍第二軍王樹常部自瀋陽出動，日、英、美、意各國之天津警備軍在日本軍司令部開幹部會議，集議天津之防備及交通維持問題，決定暫取觀望態度；蔣介石由隴海抽編第七、第八兩個縱隊，分由王均、顧祝同指揮，增援平漢線，9月21日晨中央軍第三縱隊占須水鎮，截斷鄭州、洛陽交通，西北軍梁冠英、安樹德兩師由柘城開新鄭，同日中央軍劉恩茂部口滎陽，9月22日中央軍第五縱隊孫蔚如部擊退西北軍李化龍部占葉縣，並進攻魯山，隴海、平漢兩線西北軍開始總退卻，晉軍各部同時西撤；蔣介石以新編第二十二師師長羅霖「在湘反共，迭建奇勳」，特電令改為中央陸軍第七十七師，羅任師長[1]:3676-3677。
- 9月中旬——內政部咨各省、市政府，將閻錫山在各地所置財產概予查封沒收，並限期將辦理情況報部；中華教育文化基金董事會新設編譯委員會，委員12人，以胡適為委員長[1]:3677。
- 9月21日——晨，賈景德、薛篤弼自東北回北平，趙戴文等始徹底明瞭東北態度，知北平確已不能久留，即晚8時偕留北平擴委匆赴石家莊；閻錫山、馮玉祥部將領鹿鐘麟、徐永昌、石友三等69人復張學良巧（9月18日）電，表示「究竟如何循正當之正當之途以定國是，謀目前及永久之計以永安，敬祈詳示」；東北邊防軍第五旅旅長董英斌抵達天津，晉方市長崔廷獻等到車站歡迎，董部與第二十七旅劉乃昌部即日分向平津鐵路之張莊、廊坊及津浦鐵路之楊柳青等處接防，董英斌對記者稱：東北軍入關者為第一、第二兩軍，共12萬人，必要時胡毓坤即組第三軍出發，9月22日東北軍先頭部隊進抵西直門[1]:3677。
- 9月22日——津浦線晉軍總退卻，洛口黃河北岸晉軍退往德州，下游青城、利津及上游東阿、平陰晉軍同時撤退，中央軍韓復榘第一軍團曹福林部由青城渡河，第十五路馬鴻逵部由東阿、鄆城渡河，第一軍團第十二軍孫桐萱部奉韓復榘令於次日拂曉在洛口渡河追擊；國民政府行政院長、代理國民政府主席譚延闓在南京逝世，國民政府即開臨時緊急會議，決議：一、舉行國葬，二、推胡漢民代理國民政府主席，三、命宋子文代理行政院院長，並令財政部撥發治喪費一萬元，派宋子文等六萬往治喪，譚延闓遺體9月24日入殮；張學良派危道豐抵北平，與晉方接洽軍政善後問題[1]:3678。
- 9月23日——張學良請南方代表轉請國民政府：一、中止攻擊鄭州，二、平、津一帶由東北軍收拾殘局，以于學忠部警備，三、促閻、馮下野，其部隊部分改編；浙江省政府主席張靜江通電響應張學良巧電，主張「務使閻、馮早日下野，以謝國人」；董英斌率旅部到達北平，北平晉軍已撤盡，完全由東北軍接防，街上遍貼不加捐、不拉民夫、不索給養等標語，同日晉軍之北平衛戍司令楚溪春釋放政治嫌疑犯70餘人；楊樹莊、方聲濤、劉和鼎在福州會商攻擊盧興邦軍，決定由楊樹莊派軍艦3艦，並海軍陸戰隊一部抄襲龍溪口，劉和鼎派一團抄閩清，方聲濤為預備隊，同日梁齊川、徐炳武兩部由閩侯之竹岐分途進占永泰、閩清，林壽國部入古田；國民政府派王家楨為接收威海衛專員，派徐祖善為威海衛管理專員；蔣介石任命喬立志為陸軍第七十四師師長，是日喬在濟南就職[1]:3678-3679。
- 9月24日——隴海、平漢兩線西北軍梁冠英、安樹德、趙登禹、劉春榮、孫良誠、龐炳勳等部均開到鄭州，宋哲元部由汜水繞中央軍右後猛力反攻，並以兩師兵力由榮澤、河陰迂回王口，復由新鄭、禹縣斷中央軍歸路，意圖包圍中央軍第三、四縱隊，蔣介石遂以第六縱隊增援第三、四縱隊；津浦線晉軍過禹城北退，將城北鐵橋炸毁，中央軍孫桐萱率部由洛口渡河，進駐晏城督師，該軍馬進貢旅抵平原，同日韓復榘在濟南召集軍政要員開會，討論軍政計劃，並令各軍到德州後，即轉向西追擊晉軍，駐德州之石友三之副司令秦建斌電韓復榘表示服從命令；張學良已任命邢士廉為天津市長，陳興亞為北平市長，是日在天津晉軍撤退淨盡，東北軍派王樹常、何豐林、邢士廉為接收北平、天津行政機關專員；是日至9月28日，瞿秋白、周恩來等在上海主持召開中共六屆三中全會，向忠發作《中央政治局工作報告》，周恩來作《關於傳達國際決議的報告》和《組織問題報告》，通過《中央三中全會關於政治狀況和黨的總任務議決案》，停止李立三等組織全國總起義和集中全國紅軍攻打中心城市的計劃，正式決定成立「蘇區中央局」，全會補選中央委員7人、候補中央委員8人、中央審查委員2人，並改選中央政治局，毛澤東重新選入中央政治局候補委員，朱德等選入中央委員，此後，由瞿秋白實際主持中央中央工作；國民政府令准免國立北京大學校長蔡元培本職，任命陳大齊代理國立北京大學校長，准免國立交通大學校長孫科兼職，任命黎照寰為國立交通大學校長，准免國立勞動大學校長易培基兼職[1]:3679-3680。
- 9月25日——中國國民黨中央政治會議開臨時會，決定在蔣未返南京前，國務會議主席暫由胡漢民、戴季陶、王寵惠三院長輪流擔任，行政院長由副院長宋子文代理，推戴季陶重擬國葬條例；北平擴大會議中央委員覃振、趙丕廉、陳嘉祐、經亨頤、劉守中及職員40餘人，9月24日晚由石家莊抵達太原，是日午後擴大會在太原舉行會議，討論今後工作，同日汪精衛、陳公博由鄭州晤馮後返石家莊；閻錫山新委之平綏線護路司令楚溪春離開北平，所部移南口、張北暫駐，憲兵四營仍留北平；晉軍王靖國、李服膺兩軍開抵保定，德州晉方人員均向西撤，同日津浦線韓復榘追擊部隊李漢章旅進抵商河，谷良民部進至保定，9月26日第十二軍孫桐萱部進抵德州，閻、馮第四方面軍後防司令秦建斌同晚專車抵達天津；李宗仁召集「革命同志會」常務幹事會議，李分析軍事形勢，面臨兩大任務：一是打粵軍，一是打滇軍，經討論，李提出肅清廣西之戰略部署：「對湘、粵兩方敵人取守勢，而以全力先將滇軍逐出省外，以解南寧之危。」；司法院院長王寵惠當選為海牙永久國際法庭審判官[1]:3680。
- 9月26日——于學忠、高紀毅抵達北平，于發表宣言，望各方大徹大悟，立罷兵戎，並聲明軍事以外，地方措施不願表示意見，不敢濫行干涉，免蹈軍閥覆徹；平漢線原萬選才舊部石振青部向中央軍投降，蔣介石委石為第十二軍軍長，所部退往許昌東南之陶城待編；中央軍第八、十兩路軍會攻南寧，南寧城防設施因連日遭飛機轟炸，大半被毁，9月28日前廣西省政府代理主席伍廷颺活動廣東、廣西和平解決，廣西方請南京起用李濟深收拾桂局；靳雲鶚奉蔣介石令任兩河宣撫使，是日在歸德就職[1]:3681。
- 9月27日——國民政府令：國民政府委員、行政院長譚延闓特予國葬，一切典禮俟國葬條例頒布後，由治喪處遵照慎妥舉行，任命于學忠為平津衛戍司令，任命王樹常為河北省政府委員兼主席，任命宣鐵吾為國民政府警備司令部參謀長；西北軍主力第八方面軍總指揮吉鴻昌率三師之眾倒戈投中央，次日在淆川通電就中央所委第二十二路總指揮職，向開封開進，同日鄭州西北軍張占魁之騎兵第二師亦全部投中央，被改編為騎兵第三師，張被委為師長；東北第二軍王樹常部之騎兵由天津過天津過津浦鐵路直開泊鎮，第一軍于學忠部由平漢鐵路開保定；蔣介石任命展書堂為陸軍第七十三師師長，是日展在山東安丘宣誓就職[1]:3681-3682。
- 9月28日——中央軍師長以上將領43人，由何應欽領銜覆張學良巧（9月18日）電，望「貫徹主張，督促閻、馮下野」，以實現國家真正統一，確保永久和平；李宗仁命白崇禧統率張發奎、楊騰輝等部由柳州出發往南寧迎擊滇軍，白崇禧先以李品仙部在賓陽一帶佯攻粵軍，主力則從北面繞過賓陽，經高峰隘、五塘等地越過粵軍防線逼近南寧；馮玉祥之代表何其鞏、熊斌到瀋陽，表示希望由張學良收編西北軍；福建東路討盧軍劉和鼎師劉尚志、陳萬泰等四旅會同省警二隊劉宗彝部側攻延平，盧部不支潰退，9月30日東路討盧軍完全占領水口，同日林壽國會同省防二旅錢玉光部反攻谷口附近梧桐坪，即晚占領之，方聲濤令陳國輝、蕭叔萱、林清龍、王祖清各部分攻大田[1]:3682。
- 9月29日——蔣介石電國民政府，謂「馮玉祥退無可守，所部離心，即日通電下野。馮軍大部均向中央投誠」，同日蔣並電令馬福祥、張之江收拾西北殘局，促即日啟程赴柳河；西北軍除駐許昌及新鄭之各部以外，全線退卻，中央軍右翼第二十六軍進占蘭封縣城，左翼於拂曉占領杞縣，郜子舉部占禹縣，次日孫蔚如部擊退馮軍劉汝明部，占領魯山；中共中央長江局軍事部負責人周以栗到袁州同紅一方面軍總前委舉行會議，周傳達長江局再打長沙之指示，經毛澤東等多方說服，會議一致決定，放棄再打長沙，先打敵軍力量較弱之吉安[1]:3682-3683。

### 10月
- 10月1日——東北軍第二軍軍長王樹常及臧啟芳、張學銘等抵天津，10月2日開始接收天津各機關；蔣介石以隴海鐵路、平漢鐵路兩軍已聯成一線，是日將作戰部隊分為左、中、右三個軍團會攻鄭州；汪精衛、陳公博抵太原，擴大會議連日在太原開會，繼續研究起草約法工作；福建討盧軍劉和鼎部占領福州上游之重要門戶水口，盧興邦殘部紛向谷口、黃田、樟湖坂潰退[1]:3684-3685。
- 10月2日——東北軍于學忠第一軍接防南口、居庸關、保定，同日留津之山西憲兵兩營及步兵一營於裝車待發時，被東北軍第二十五旅繳械，汽油、給養、汽車等悉被扣留；江西十字軍方志敏、邵式平部占景德鎮，即成立工會、農民協會[1]:3685-3686。
- 10月3日——東北軍接收北平市政府，王韜就代理市長職，同日河北省政府主席王樹常及財政廳長姚鋐、建設廳長林承秀、農礦廳長常炳彝在天津就職；蔣介石任命吉鴻昌、張自忠、龐炳勳分別為「討逆軍」第二十二、二十三、二十四路總指揮，張印相、葛雲龍為軍長，吉鴻昌、張印相、葛雲龍分別就任新職，張自忠、龐炳勳拒絕蔣委，率部退往黃河北岸；何鍵第四路軍羅霖、王東原、李覺三師由萍鄉入江西，公秉藩師過九江轉南昌，赴高安「協剿」袁州（宜春）紅軍，袁州紅軍即向安福、吉水轉移；蔣介石自開封電中國國民黨中執會，提議在最短期內召集四中全會，商決提前召開中國國民黨第四次全國代表大會，以確定召集國民會議之議案、頒布憲法之日期及制定在憲法頒布以前訓政時期適用之約法；蔣介石電國民政府，擬請於軍事大定後，或1931年1月1日，明令將所有軍事、政治上之罪犯，概予赦免，惟陳炯明、閻錫山不在赦免之列，至共產黨個人如能「悔過自新」，得有切實保證人，亦得暫予緩刑，至三年之後，實無「犯罪行為」，得確定「赦免」之[1]:3686。
- 10月4日——河北省政府各機關由張學良所委之財政廳長姚鋐等接收，10月6日張學良電北平，謂處理北平、天津軍政全權係中政會及蔣介石所賦與，並非自作主張，10月13日起河北省政府陸續由北平遷移天津；汪精衛、閻錫山密赴鄭州，促馮玉祥共同發表停戰通電，當日汪、閻離鄭北返；閻錫山電張學良，謂「關於軍事、政治善後問題，完全惟執事主張是從」；中央軍克中牟，10月6日占鄭州、登封，10月8日占滎澤，新鄭附近西北軍張維璽、田金凱、馮治安及豫軍樊鍾秀舊部任應岐、鄧寶珊等7個師，共6萬餘人，全部繳械；朱德指揮紅一軍團會同江西西南地方武裝擊潰新十三師鄧英部4個團，午夜占領江西西部吉安城[1]:3687。
- 10月5日——閻錫山、馮玉祥、汪精衛從石家莊致電張學良表示實行停戰，略謂：「頃見蔣介石本月江（10月3日）電，對於開國民會議制定約法及另行召集全國大會諸點，均已表示服從。錫山等贊同漢卿（張學良字漢卿）先生和平主義及促其實現起見，已下令前線各軍一律退回黃河北岸，實行停戰，以俟和平解決。」「尚望漢卿先生暨國內賢達，本和平主張，以公平方式發起會議，決定辦法，使糾紛早解，祥和早見……苟能貫徹上述主張，即當克日引退。」；第三軍團總指揮何成濬之代表王金鈺攜蔣親筆函抵達瀋陽，即晚與張群等會見張學良，協商時局對策，張學良同意於雙十節前後就陸海空副司令職；武漢行營主任兼湘鄂贛三省「剿匪」總指揮何應欽由漢口飛抵南昌，召集魯滌平、張輝瓚、公秉藩、岳森等10餘人開軍事會議，協商「剿共」辦法，即晚飛回漢口[1]:3687-3688。
- 10月6日——胡漢民在立法院作《國家統一與國民會議之召集》之演講，認為召開國民會議必須有先決條件，即須「脫離了軍閥的淫威和壓迫，社會已暫趨安靜」等，表示不同意制定訓政時期約法，導致與蔣介石矛盾激化；西北軍主力孫良誠第二路軍第一師師長梁冠英部投中央，被中央改編為第二十五路軍，是日梁在滎澤就該路總指揮職；劉建緒通電在長沙就第四路軍第二十八軍軍長職，同日王東原、彭位仁、李覺通電分別在長沙、醴陵就任第十五、十六、十九師師長[1]:3688-3689。
- 10月7日——蔣介石在開封通電告捷，報告克復鄭州經過，晚抵鄭州，10月9日上午在鄭州召集將領會議，決定以少部兵力奠定隴、陝，大部調回各省「剿共」，並設鄭州行營，委何應欽為行營主任，代行總司令職權，令何應欽將武漢行營交何成濬主持，蔣即日返南京；國民政府任命劉峙、劉茂恩、萬舞、劉耀揚、劉積學、張斐然、張鈁為河南省政府委員，劉峙兼主席，萬、張斐然、張鈁分別兼任財政、建設、民政各廳廳長，10月8日任命李敬齋為河南省政府委員兼教育廳長，10月20日原任省政府委員韓復榘、張鈁、張鴻烈、馬鴻逵、李樹春、何其慎、王向榮、袁華選、張靜愚均免職；國民政府令：安徽省政府主席陳調元未到任前，着朱熙代理；國民政府公布《國葬法》，規定國民有殊勳於國家者身故後舉行國葬，10月15日公布《國葬儀式》；紅一方面軍總前委和贛西南特委在吉安開有10萬人參加之群眾大會，宣告江西省蘇維埃政府成立，發布《江西省工農兵蘇維埃政府布告》，說明政府之性質、任務，曾山任主席[1]:3689。
- 10月8日——蘇聯政府照會張學良，抗議東三省不斷發生白俄仇視蘇維埃之活動，要求立即將白俄解除武裝，驅逐出境，以免妨碍中蘇邦交；廣東省政府主席陳銘樞及鄧彥華、林雲陔奉蔣介石電召赴南京會商桂局及廣東省財政；晉軍第二路總指揮傅作義因在山東全軍覆沒，是日夜在天津寓自戕被救[1]:3690。
- 10月9日——張學良在瀋陽就南京所委之陸海空軍副司令職，吳鐵城、張群分別代表中國國民黨中央執委會和國民政府監誓；盧興邦通電表示下野，請求停戰，楊樹莊接電後，即召集劉和鼎、方聲濤、陳季良等各將領，在福建省政府討論應付辦法[1]:3690。
- 10月10日——國民政府為中華民國國慶十九周年舉行盛大紀念典禮，蔣介石在南京發出告國民通電，稱目前最切要之五項工作為：「肅清匪共」、「整理財政」、「澄清吏治」、「開發經濟」、「厲行地方自治」；中央軍楊虎城部占領洛陽、新安，馮部宋哲元軍西撤；山東汶上晉軍自7月被圍，困守三月之久，是日被山東警備第二旅陳孝思部繳械；白崇禧與南寧城內黃旭初相約，內外配合，向滇軍發動進攻，黃率部從城內向外突圍，白率部襲擊滇軍後背，經一天戰鬥，滇軍全線潰退，被困三個月之南寧城遂得解圍，被圍期間軍民以黑豆為食，李宗仁、白崇禧定每年10月10日為「黑豆節」[1]:3690-3691。
- 10月11日——汪精衛與閻錫山在石家莊會議，馮玉祥派劉驥、張允榮兩人出席，結果決定閻、馮、汪均下野，10月13日晨汪精衛離開石家莊赴太原，準備出國，10月16日閻錫山返太原；國民政府駐東北代表、上海市長張群偕方本仁離開瀋陽南歸，10月14日抵達上海，10月16日到南京見蔣介石，詳述與張學良洽談經過、東北準備出兵總數及張學良處置閻、馮意見；國民政府任命張維璽為軍事參議院參議[1]:3691-3692。
- 10月12日——第七軍軍長楊虎城自前方抵達鄭州見何應欽，商追擊西北軍事宜，次日返防，10月14日楊虎城部克澠池，10月15日楊召集幹部會議，討論攻取潼關辦法，委王迺文旅長任右翼縱隊司令，同日王部先頭部隊過澠池逼近靈寶；北平市公安局正式將北平市黨部及河北省黨部啟封，承認南京中國國民黨中央任命之整理指導委員，惟對民眾運動及下層工作主張慎重[1]:3692。
- 10月13日——蔣介石在國民政府紀念周上作政治報告，略稱：「半年來討逆軍事，中央軍死傷人數，有數目可稽者，計九萬五千餘人」，「逆方死傷人數在十五萬人以上」，「總計兩方死傷總數在三十萬人以上。」，同日發表《鞏固統一與確保和平》一文；第三軍團總指揮兼湖北省政府主席何成濬奉令繼何應欽任漢口行營主任，是日到職視事，旋赴湖北省政府報告與閻、馮作戰經過，並謂蔣介石已調6師兵力返湖北「剿共」，又召集吳醒亞等會議，商湖北省「綏靖」及財政問題，決電令徐源泉、蕭之楚、岳維峻等部速到湖北「剿共」；石友三投蔣事，經韓復榘從中斡旋，蔣介石於是日電濟南，允石恢復第十三路總指揮名義，歸張學良節制；福建省政府電盧興邦，謂應將前被扣之六省委送省，軍隊退入尤溪，同日福建省黨部電中央黨部，請迅轉國民政府即電福建省軍政當局徹底討盧；張貞自漳州赴泉州晤方聲濤，即夜開軍事會議，商討盧事，10月14日會議結束，軍事仍照原計劃進行，即進兵大田；豫軍萬選才舊部薛傳峰奉蔣介石令任新編第六軍軍長，是日薛在山東陽谷宣誓就職[1]:3693。
- 10月14日——蔣軍「討逆」軍事將結束，前方各軍事將領陳銘樞、朱紹良、錢大鈞、譚道源、蔣鼎文、許克祥等紛紛到南京向蔣報告一切經過，蔣在私邸設宴招待，楊杰、邵力子等作陪，10月17日晚蔣介石宴請魯滌平、陳銘樞、蔣光鼐、劉文島、張群、陳誠及到南京各省委數十人，備致嘉慰；馮玉祥在澤州地區將軍權交給鹿鐘麟，自帶少數衛隊到晉城；第六十師師長蔡廷鍇以軍事束，應即編遣軍隊，節減軍費，從事建設，是日自許昌電蔣介石，請先從該師實行編遣，並通電全國倡導裁兵；湖北省「剿共」計劃已定，何成濬令徐源泉、蕭之楚等部，限10月25日前一律開回平漢鐵路，在漢口集中，10月16日何成濬電湖南當局，謂已呈准蔣介石抽派十師，三個月內徹底「肅清」湖南、湖北、江西三省共軍，各師均已開拔；羅霖在江西萍鄉就任第七十七師長[1]:3694。
- 10月15日——鹿鐘麟、劉郁芬、宋哲元、孫連仲、孫殿英、龐炳勳、劉驥、鄭大章、劉汝明、馬鴻逵10人自焦作通電，略謂見本月3日蔣電，為民請命之目的可望完成，依10月5日閻、汪、馮三公罷兵息民通電，即日遵令撤防，至於軍事善後，靜候公平措置；廣東第八路軍總指揮陳濟棠自廣州抵梧州，即召集軍事會議，決以武力解張、桂軍，同日第八路軍黃廷楨、朱為珍兩部進攻來賓，在石龍擊敗薛岳部，范德星、陳光漢兩團亦在黎塘、樟木與張發奎軍遭遇，占領樟木，10月19日陳濟棠赴平南督戰；張輝瓚第十八師朱耀華旅是夜占領新淦，同日戴岳旅占領清江，10月17日王捷俊旅抵達梓樹，清江、新淦之紅軍沿袁河及贛江向江南轉移；蔣介石任命樊鍾秀舊部李萬林為陸軍第七十六師師長，是日李在寶豐縣宣誓就職[1]:3695。
- 10月16日——閻錫山由石家莊返回太原，晚8時許，召馮玉祥、汪精衛、陳公博、鄒魯、謝持等各要員會議，決定根據微（10月5日）電主張，採取和平辦法，希望東北將和平解決之具體辦法早日實現，如果和平解決一切，閻、馮將同時自動下野，軍政大權將交給才力優裕之大員接任；石友三就蔣介石所委之第十三路軍總指揮職，所部約5萬人到達磁州轟擊晉軍，並積極向邯鄲開進，正定、石家莊、順德一帶晉軍，依照閻之總退卻令向石家莊集中，轉正太鐵路向太原退卻，同日李服膺電于學忠，謂：「奉諭將正太、石家莊防務即日讓渡，請派員來石，與警備司令接洽。」，10月17日晉軍全部撤娘子關，並炸毁洛、沙兩河鐵橋，以阻石友三部隊北行，10月18日東北騎兵第六旅白鳳翔部接防正定、石家莊，騎兵第一旅郭希鵬部由大名開抵順德；馮部孫連仲派參謀處長李漢輝由新鄉抵達濟南見韓復榘、蔣伯誠，請代為疏通收編，次日得蔣介石電允，10月19日蔣伯誠偕李漢輝奉召抵南京見蓐介石，蔣委孫連仲為第二十六路軍總指揮，指定魯西為駐防地點，10月29日孫在新鄉就第二十六路總指揮職[1]:3696-3697。
- 10月17日——湖南省政府常會決定設立平瀏綏靖處，以劉建緒為處長，10月24日劉擬具「綏靖」意見六條，呈何鍵鑒核施行，10月25日劉赴平江規劃，經費每月50萬元；紅一方面軍總前委在江西峽江舉行擴大會議，對時局之估量、紅軍之行動方向、土地問題和工商業政策等問題進行討論，作出相應決議，決定停止執行進攻南昌、九江之計劃，將部隊部署於清江至分宜段之袁水兩岸地區，以備戰姿態開展群眾工作和籌措給養[1]:3697-3698。
- 10月18日——何應欽在鄭州行營召集軍事會議，討論進攻洛西，徐源泉、郝夢齡、賀國光等均列席；萬選才、王老五在南京被槍決；張學良委任東北邊防公署高等參議官汲金純為山海關警備司令[1]:3698。
- 10月19日——張學良派軍務廳長榮臻赴北平籌設行轅，並與于學忠接洽軍事，10月20日張學良在瀋陽舉行第二次最高幹部會議，決定陸海空軍副司令部設瀋陽，在北平設行轅，組織大綱由軍事、軍令、秘書三廳起草；第九軍軍長上官雲相抵達漢口，次日乘機飛南京，10月21日見蔣介石，蔣委上官雲相為平漢護路司令[1]:3698。
- 10月20日——鹿鐘麟由焦作電張學良，謂馮玉祥事實上已去職，命本人指揮西北各軍，願將全軍由中央編制，關於西北軍此後兵數及駐屯地，懇代為向中央請示；河南省政府主劉峙、委員張鈁等在開封就職；平津衛戍司令于學忠在北平宣誓就職，吳鐵城代表中央監誓[1]:3699。
- 10月21日——鹿鐘麟之代表李炘、冉愚谷、李廣安抵達南京，次日見蔣介石，表示西北軍歸順之意，但蔣欲馮、鹿均下野，馮、閻對鹿亦不滿，授意劉驥、劉汝明出面反對，使鹿處境困難，加以鹿不願東北軍將黃河北岸西北軍之軍、師長廢除，改旅歸東北編制，遂於10月24日自焦作發漾（10月23日）電聲明「解除軍職，息影遂初」，並派秦德純赴瀋陽見張學良說明情況，鹿本人即日離開焦作赴天津租界隱居；吉鴻昌由蔣介石任為第二十二路軍總指揮，是日吉由周家口防地抵達南京向蔣介石報告改編經過，並請示駐扎地點，蔣即調第二十二路軍往河南、湖北、安徽三省邊區「剿共」；行政院會議決定，威海衛區域定名為「威海衛行政區」[1]:3699-3700。
- 10月22日——平綏鐵路宣化、張家口之晉軍奉閻錫山令，陸續向大同、渾源一帶撤退，東北軍第五旅董英斌部開始從南口、順義向張家口進展，是日晉軍張家口警備司令張誠德電張學良，表示歡迎東北軍進駐，同日董英斌抵達宣化，與尚留宣化之晉軍北平憲兵司令楚溪春同赴張家口，即日接防，殘留張家口之晉軍完全退入晉境[1]:3700。
- 10月23日——中原大戰反中央之靳雲鶚舊部劉春榮第二十軍在河南北部輝縣發生兵變，該部團長陳耀武、特務營長陳北壬乘軍部開重要會議時，將軍長劉春榮及旅、團長多擊斃，並拘留多人，陳耀武自任第二十軍代軍長，該部旅長劉萬春、申體臣聞警，趨避淇縣，通電陳述真相，並請友軍援助，駐新鄉之石友三部據報，於10月28日派遣第一、二兩軍及教導師協同孫連仲一部，赴輝縣進攻陳耀武、陳北壬，斃千餘人，劉萬奉、申體臣於10月29日率所餘官兵4,000餘人至順德歸附石友三，10月31日石自順德發出通電，陳明該部解決變兵經過[1]:3701。蔣介石受基督新教洗禮[4]:187。蔣介石偕宋美齡自南京抵達上海，赴宋宅參與宋母之祈禱禮，蔣受洗禮為基督教徒，該教派屬監理會，10月24日蔣等送宋母赴日就醫後，即離開上海赴寧波，轉返奉化原籍溪口游覽山水[1]:3701。
- 10月24日——廣西張、桂軍乘圍南寧滇軍退駐平馬，連日來集結柳州、南寧、隆安，分向第八路軍陣地進攻，是日張、桂軍之便衣隊在石龍、良村一帶與第八路軍陣地進攻，是日張、桂軍之便衣隊在石龍、良村一與第八路軍朱為珍部相持，次日始退去，10月27日桂軍朱濤部千餘人由柳州南下，復攻朱為珍部，另一部500餘人由蘇梅森率領，從小路抄出良村、對河，牽制第八路軍武宣後方，10月28日晨襲武宣，炮火極烈，第八路軍派兵截擊，張、桂軍退向來賓[1]:3702。
- 10月25日——楊虎城軍占領潼關，馮軍劉鬱芬部即晚自西安退走，楊部馬青苑旅10月27日占領西安；孫本戎電告福建省政府，盧興邦願無條件送還林知淵等6人，林等日內可赴德化，10月26日福建旅京同鄉因收編盧部將成事實，特呈請國民政府徹底討盧，10月27日盧興邦拍長電一則，向福建省政府請罪，謂「一六」事變，為一二宵小所釀，與盧興邦無涉，已將盧興榮革職待罪，請停止軍事進行，福建省政府復允即日退兵；陸海空軍總司令部總參議蔣伯誠在上海對記者發表談話，略謂：蔣介石曾表示，倘西北軍以個人名義完全脫離馮、鹿關係，則與中央袍澤一視同仁，否則絕難通融；陸海空軍總司令部任第二師師長顧祝同為洛陽行營主任；紅一方面軍總前委和江西省行動委員會在江西新喻縣羅坊舉行聯席會議，總前委書記毛澤東主持，會議討論紅一方面軍打不打南昌和如何粉碎敵軍「圍剿」問題，毛澤東根據敵強我弱之基本情況，提出不應打南昌，主張紅軍主力先向根據地內退卻，使力量對比發生有利於我之變化，然後集中兵力各個殲敵於運動中，經反復討論，得到大多數與會者贊同，10月26日會議通過《關於目前政治形勢與一方面軍及江西黨的任務的指示》[1]:3702-3703。
- 10月26日——陳濟棠在梧州召李揚敬、楊鼎中等開軍事會議，決定先攻南寧，後攻柳州，李濟深、陳銘樞鑒於黃紹竑、白崇禧、李宗仁、張發奎等均為馬曉軍舊部，故邀請馬氏主持兩廣和平，同日國民政府派前軍事委員會主席團主任馬曉軍自上海赴香港，轉往梧州收拾桂局；石友三第十三路軍歸東北軍指揮，石應張學良約自新鄉到瀋陽，是日張學良令石友三不許招兵，靜候點編，駐地問題俟蔣決定，石表示遵辦；馮部孫良誠派代表王景波抵達濟南，請韓復榘代向中央接洽投誠，得韓應允，是日王返河南；吉鴻昌在淮陽就豫鄂皖邊防「剿匪」副司令職[1]:3703。
- 10月27日——擴大會議在太原傅公祠開正式會議，汪精衛主席，通過約法起草委員會所擬之約法草案全文，並發表向全國徵求對該約法草案意見之宣言，次晨汪離太原南下，該會其他要員亦相繼離太原，擴大會議隨之消散；河北省政府主席王樹常率各廳長到瀋陽，向張學良報告接收河北省政府經過及軍事布置情況，並請示方略，10月31日離開瀋陽返回北平；何成濬電令回湖北各部隊，務自11月1日起，三個月內「肅清」紅軍；第九軍軍長兼第四十七師師長上官雲相辭職，王金鈺奉令兼任，是日在鄭州就職，同日何應欽自鄭州電軍政部，謂軍事告一段落，鄭行營事交王總指揮金鈺辦理，本人即返南京；陸海空軍總司令部發表任命趙守鈺為山西宣撫使；朱德、毛澤東紅軍第一軍團第三、四、十二各軍，由新喻峽口攻取上高，圖斷袁州羅霖師與高安公秉藩師之聯絡，是日紅軍遭羅霖部襲擊，棄上高向清江轉移，集中新喻、清江以北及高安西南地區，魯滌平令所部分為三個縱隊，以張輝瓚、譚道源、羅霖分任指揮進攻紅軍[1]:3703-3704。
- 10月28日——晚，桂軍黃紹竑部經蒲廟、永淳進攻距橫縣20餘里之第八路軍楊鼎中部陣地，被擊退，楊部向橫縣推進，10月31日楊親率分駐永淳、橫縣各旅，取道蒲廟向邕寧城東南進攻；蔣介石以軍事結束，通令各軍，戰時名義一律撤銷，所有各部善後事宜就近與各該省府商承就近各行營妥籌辦理；張輝瓚、譚道源、許克祥、李覺、羅霖、公秉藩、鄧英等師包圍進攻吉安紅軍，漢口行營分電湖南、江西當局切實聯絡進擊，並派飛機3架轟炸吉安；被盧興邦扣押之福建省6委，除陳乃元病死尤溪外，林知淵、許顯時、程時煃、鄭寶菁、吳澍5人是日由孫本戎等護送至福州[1]:3704-3705。
- 10月29日——國民政府任命楊虎城為陝西省政府委員兼主席，10月30日楊進駐西安，組織省政，任馬青苑為西安警備司令[1]:3705。
- 10月30日——汪精衛、馮玉祥抵達太原與閻錫山相晤，決定閻、馮下野，汪離開山西，11月1日汪偕陳璧君等離開太原赴天津[1]:3706。
- 10月31日——日本閣議決定，今後公文及教科書一律將「支那」改稱為「中華民國」，並任命村井倉松為駐上海日本總領事；閻錫山派代表溫壽泉、梁汝舟持閻親筆函自太原到瀋陽，與張學良接洽山西軍事善後辦法；蔣介石委陳光中為新編第三十二師師長；蔣介石以楊虎城第七軍入陝「討逆」有功，特擢委第十七師第二旅旅長孫蔚如為第十七師師長，第三旅旅長馬青苑為第五十八師師長，第一旅旅長馮欽哉為第七十一師師長，仍由第七軍指揮；紅一方面軍總前委和江西省行動委員會於10月25日起在江西新喻縣羅坊舉行聯席會議，在毛澤東主持下，分析政治形勢，總結攻打長沙、奪取吉安之經驗教訓，作出相應決議，是日會議通過毛澤東提出之「誘敵深入」方針，決定主力紅軍東渡贛江，準備反「圍剿」作戰[1]:3706-3707。

### 11月
- 11月1日——閻錫山之代表溫壽泉在瀋陽會見張學良，傳達閻之希望，謂閻現在擁有軍隊16萬，山西一省無論如何不能養此大軍，請將察哈爾、山西、陝西三省仍為晉軍防地，如能容納，閻即下野，晉軍統率因趙戴文已老，擬委諸徐永昌，張當即電南京請示，旋接南京復電稱，須閻確實出國後，晉軍編遣經費方可由中央負全責；鄭州行營令道格拉斯飛機四架飛往大原擲彈，閻錫山大本營被命中，傷亡甚重[1]:3707-3708。
- 11月3日——南下斡旋解決桂局之馬曉軍抵達梧州，與陳濟棠確定解決桂局辦法：一面由馬曉軍聯絡主和之黃紹竑派，一面由粵軍急攻邕寧、柳州，促主戰之李宗仁、張發奎、白崇禧下野，11月2日黃旭初之代表周渤雄赴梧州與陳濟棠、馬曉軍商收編事，是日赴梧州與陳濟棠商和平條件之黃紹竑代表4人抵達廣州見古應芬；國民政府特任張之江為江蘇綏靖督辦，李嗚鐘為豫鄂皖邊區綏靖督辦，劉鎮華為豫陝晉邊區綏靖督辦[1]:3710。
- 11月4日——閻錫山通電下野，聲明「即日釋權歸田，偕副父命」，將山西、察哈爾、綏遠、陝西、甘肅、青海各省政治交各該省政府，軍隊交各該警備司令，整理結束，以善其後，同日閻赴晉祠晤馮，勸其暫勿離開山西，11月5日晨返回五台河邊村原籍；何應欽乘機由鄭州赴西安視察，與楊虎城會晤，商定：一、請中央在兩年內修通隴海鐵路，二、楊虎城兼陝西省民政廳長，三、西安解除戒嚴[1]:3711。
- 11月6日——蔣光鼐、蔡廷鍇兩師由湖南抵達江西萍鄉，向蓮花、水新之紅軍進攻，同日紅軍朱德、毛澤東、彭德懷各部分抵達撫州、新喻及福建、廣東邊境，何成濬即令魯滌平、何鍵「跟剿」，次日公秉藩師由新崗嶺向新喻推進；陸海空軍副司令張學良任陳興亞為東北憲兵司令，陳是日在北平市就職，下午即赴天津收編天津市憲兵[1]:3713。
- 11月7日——張學良偕吳鐵城、張繼、劉光等乘車離開瀋陽赴天津，由張作相代理東北邊防軍司令長官及東北政務委員會委員長，11月8日張學良抵達天津，11月10日中央所派迎張之賀耀組、張群等到天津，與張學良會晤後，即偕同南下赴南京；黃紹竑在香港電古應芬，謂「桂苦戰經年，元氣已傷，軍民皆望和平……懇公鼎力斡旋，和平解決，至為容易」，古遂電請中國國民黨中央予黃以廣西善後督辦名義，黃亦派代表赴南京接洽；石友三離開瀋陽回防，11月15日在順德通電就第十三路總指揮職；中國國民黨中央宣傳部通令各省、市黨部宣傳部轉飭當地報館，今後新聞記載，一律採用白話[1]:3713-3714。
- 11月8日——余漢謀指揮第八、十兩路軍再攻南寧，兵分三路，直襲南寧城，激戰甚烈，馬曉軍電勸李宗仁、白崇禧等出洋，謂中央可給考察名義，各給川資5萬，兩年後歸國後優用；閻錫山下野後，稱歸里服侍「親疾」，但仍在五台河邊村設軍政辦事機關，令山西分晉南、晉北、晉東三面布防，並發表趙承綬、張會詔、楊澄源、李生達、楊效歐分別任綏遠區、平綏區、河東區、孟縣遼縣區、潞安澤縣區守備司令，徐永昌、楊愛源分別為晉綏警備總、副司令，是日中央軍飛機復至太原擲彈威脅，死傷商民50餘人；國民政府任命上官雲相為軍事參議院參議；福建省政府令盧興邦部退出尤溪、延平、建甌三屬，集中沙、永、邵、光四縣，聽候改編加委，盧興邦於是日在延平就閩西「剿匪」先遣指揮，並保盧興明、張興龍任旅、團長，另派員與福建省政府接洽暫緩調防，同日福建省政府電浙江省政府請將拘押在江山之盧興明釋放[1]:3714-3715。
- 11月10日——西北軍後方總司令兼代陝西省主席劉鬱芬在天津通電下野，謂：「茲幸三秦治安負責有人，遂於上月二十五日脫離陝境，退讓賢能，副我素願。」，11月22日，劉派代表鄭達如到南京見蔣介石，蔣交親筆函一件，囑迎劉去南京，11月29日劉到南京見蔣；蔣介石任命韓德勤接替葉開鑫為陸軍第五十二師師長，是日韓在徐州防次就職[1]:3716。
- 11月11日——蔣介石偕宋美齡及中央委員張靜江、戴季陶、陳銘樞、王正廷、李石曾、陳策自奉化溪口回到南京，同日接見馬福祥、梁冠英、馬鴻逵、劉峙、張之江、楊樹莊、何應欽、何成濬、孫連仲、袁英等，晚設宴招待各將領[1]:3717。
- 11月12日——中國國民黨三屆四中全會在南京開幕，主席胡漢民致開會詞，稱三全大會議案，因受軍事影響，未能實現，重申有條件地召開國民會議之主張，反對制定約法；張學良抵達南京，軍政要員何應欽、王寵惠等700餘人到站歡迎，張即赴總司令部與蔣介石會晤，表示外交問題由外交部負責辦理，隨即共同參加孫中山先生誕辰六十五周年紀念及四中全會開幕禮[1]:3717。
- 11月13日——劉翼飛在張口通電就察哈爾省委員兼代主席職；顧祝同遵令進駐潼關，並於同日在潼關通電就洛陽行營主任職，洛陽行營改稱西北行營[1]:3718。
- 11月18日——上午，中國國民黨四中全會開第六次大會，推選國民政府主席蔣介石兼行政院長，于右任為國民政府委員兼監察院長[1]:3722。
- 11月19日——張學良宴請蔣介石夫婦，並偕游紫金山、湯山等處，次日張學良偕張學銘分訪蔣介石、胡漢民、于右任、戴季陶、何應欽、邵力子等數十要人，準備北歸；蔣介石與張學良、何應欽等磋商河南北部防務，決定以第四十七師王金鈺及衛戍鄭州之第五十四師郝夢齡部克日渡河，進駐新鄉，駐新鄉之孫連仲部向山東移防，是日下午，蔣介石在總部召見王金鈺，囑其即日赴鄭州督師開拔，郝師開拔後，即由駐扎許昌、漯河之第六師趙觀濤部開鄭州，擔任鄭州衛戍；新編第十六師奉令改編為陸軍第三十三師，師長葛雲龍是日在禹縣防次宣誓就職，11月21日葛率部開往歸德一帶駐防[1]:3723。
- 11月21日——石友三通電將所部縮編為6個師，孫光前等分任師長，餘下手槍團等6團1大隊歸指揮部直接指揮[1]:3725。
- 11月23日——汪精衛偕夫人陳璧君由天津秘密乘近海郵船亡命日本；盧興邦得孫本戎電告盧興明在杭州陸軍監獄服毒自斃，遂於是日電福建省請自兼第一旅旅長[1]:3726-3727。
- 11月24日——兼行政院院長蔣介石、國民政府委員張學良、于右任、江蘇綏靖督辦張之江，在南京宣誓就職，中國國民黨中央委員吳敬恆監誓；中國國民黨中常委決議：一、推蔣介石、胡漢民等14人委員起草召集國民會議方案，二、修正《政治會議條例》，三、推張學良為政治會議委員，四、推吳鐵城、張群、何成濬、劉蘆隱、馬超俊為政治會議候補委員；國民政府公布《中華民國國民政府組織法》；閻錫山發表《告別三晉父老書》，張學良自南京電令王樹常派車赴石家莊接閻錫山出洋，11月29日閻離開五台赴大同，取道平綏鐵路赴天津，12月3日閻在天津接見記者，表示略休息後即出洋，「晉軍政交徐、商，善後聽中央，本人下野之身，一切不問」；蔣介石接見山西宣撫使趙守鈺，並召孔祥熙、趙守鈺、王用賓、弓富魁等商談晉局善後辦法，對晉省內部軍隊，令趙守鈺辦理，隨時請示張學良；蔣介石在南京接見第六路軍總指揮朱紹良，指示福建、江西「剿共」辦法，並促朱赴江西轉福建率部追「剿」[1]:3727-3728。
- 11月25日——馮玉祥偕劉驥、黃少谷由五台之西會村赴晉祠，旋遷往絳州汾陽洞，後又移居汾陽峪道河，至此馮玉祥軍事集團完全瓦解；徐永昌以晉綏警備總司令名義下令將舊有第三方面軍之18個軍裁去8個軍，成立10個晉綏警備軍，分任王靖國、李服膺、楊澄源、趙承綬、張會詔、馮鵬翥、袁慶增、楊耀芳、孫楚、楊效歐為各軍軍長；國民政府令：任命馬鴻賓為甘肅省政府委員，並暫行代理甘肅省政府主席；國民政府指令行政院，依陸海空軍勳章條例，褫奪曾授予閻錫山、傅作義、周玳、趙承綬、孫楚、楊效歐、李生達、王靖國、李服膺、楊耀芳、關福安、張會詔、馮鵬翥、辜仁發、劉春榮、萬選才之各等寶鼎勳章[1]:3728。
- 11月26日——石友三到天津迎候張學良，石所扣車輛，平漢鐵路局已派員赴順德點收，商定由局方每月協餉30萬，車輛候石、張晤商後再交，石告記者稱該軍共3.2萬人，淘汰7,000人，中央允月給60萬元，不敷之數，由東北擔負；浙江省政府主席張靜江電蔣介石辭職，民政廳長程振鈞、秘書長劉石心亦同時電呈中央辭職[1]:3729。
- 11月27日——陸海空軍總司令部取消教導師名稱，原有三個教導師，馮軼裴第一師改為國民政府警備師，張治中第二師改為陸軍第四師，錢大鈞第三師改為陸軍第十四師；楊樹莊請辭海軍部長及福建省政府主席職，蔣介石慰留[1]:3730。
- 11月28日——第一次國民政府會議決議，特派王寵惠、張學良、王正廷、孔祥熙、孫科、王伯群、宋子文為內外債整理委員會委員，以王寵惠兼委員長；教育部長蔣夢麟呈國民政府及行政院辭職，稱受職兩年，「力不從心，時遭橫阻……默念前途，殊多障礙」[1]:3730-3731。
- 11月30日——原任第十三路總指揮王金鈺，因前第十三路總指揮石友三已復職，改任第五路總指揮[1]:3731。

### 12月
- 12月1日——陳立夫訪張學良談北方黨務；張貞新一師奉蔣介石令改為陸軍四十九師，是日張通電在福建漳州就該師師長職[1]:3732。
- 12月2日——蔣介石偕宋美齡由上海抵達南京，邵力子、孔祥熙、馬福祥同行，晚蔣設宴為張學良餞別，即席討論西北善後，張力薦商震擔任山西省政府主席[1]:3732。
- 12月3日——中國國民黨中央政治會議決議改組國民政府，外交王正廷、軍政何應欽、交通王伯群、鐵道孫科、財政宋子文、建設委員會委員長張靜江、禁煙委員會委員長張之江均仍舊，農礦、工商兩部合併為實業部，以孔祥熙為部長，教育部長蔣夢麟辭職照准，調駐法公使高魯繼任，內政部長鈕永建調任考試院銓敍部長，以劉尚清繼任，派陳其采籌備主計處，衛生部改為衛生署，隸行政院，仍以劉瑞恆為署長，另通過預算案多起，北寧鐵路公債案原則通過；楊樹莊之代表林知淵謁見蔣介石，請示整理福建省軍政方法，蔣促楊即日返福建，主持一切；參謀總長朱培德呈請辭職，蔣介石指令慰留；梁漱溟應韓復榘之請自北平赴山東，商鄉村自治實行辦法[1]:3733-3734。
- 12月4日——國民政府特任劉尚清為內政部長，王正廷為外交部長，宋子文為財政部長，何應欽為軍政部長，楊樹莊為海軍部長，高魯為教育部長，王伯群為交通部長，孫科為鐵道部長，孔祥熙為實業部長，鈕永建為銓敘部長，陳其采為主計處籌備主任，原任內政、外交、財政、軍政、海軍、農礦、工商、教育、交通、鐵道、衛生各部部長免職；中國國民黨中常會決議：一、特組織革命債務調查委員會，並推張靜江、林森等17人為委員，定期成立，從事調查整理，二、推劉蘆隱繼任中央宣傳部部長，馬超俊繼任中央訓練部部長，三、派林森、陳耀垣兩委員往海外巡視黨務及各地僑情，四、派楊虎城、蘇資深、田毅安、孫明經、于國楨、張文生、李範一七人為陝西省黨務整理委員；朱德、彭德懷一、三軍團由江西邊入福建，占領寧化、長汀、光澤、崇安，各縣紛紛電省告急；張學良與蔣介石在南京作最後之國事洽商，即晚偕夫人于鳳至渡江北歸，蔣派國府秘書高凌百及劉光隨張北行；國民政府明令改組浙江省政府，准省政府委員兼主席張靜江、委員兼建設廳長兼代民政廳長程振鈞辭職，任命張難先為浙江省政府委員兼主席兼民政廳長；國民政府令：禁煙委員會委員張之江免職，以劉瑞恆繼任；國民政府令：任命蔣夢麟為國立北京大學校長，易培基為國立北平師範大學校長，朱家驊為國立中央大學校長，金曾澄為國立中山大學校長；國民政府任命馮軼裴為國民政府警備師師長；劉鎮華通電，在鄭州就豫陝晉邊區綏靖督辦職[1]:3734-3736。
- 12月5日——蔣介石偕邵力子、周佛海等乘「永綏」艦西上視察湖南、湖北、江西三省「剿共」軍隊，即發表《告民眾書》，稱此次「剿共」，大軍共有30餘萬眾，海軍有兵艦20餘艘，飛機數十架，四面圍堵，無異網羅，「惟誠心悔過投順者赦免，攜械或擒殺匪首來歸者有賞」；國民政府為發展西北懇殖及化兵為工，派駐陝西第二師顧祝同部、第三師陳繼承部、第十師楊勝治部開赴甘肅，是日顧、陳兩師接到開赴甘肅命令[1]:3736。
- 12月6日——國民政府令：教育部新任部長高魯未到任以前，由行政院院長蔣介石兼理；行政院嚴令教育部整飭全國學風，稱學風不良，「不惟教育破產，抑且有亡國滅種之憂」，宣布一切罷課、集會皆為非法，責令「學生惟當一意力學，涵養身心，澟古子思不出位之訓戒，奉總理三民主義為依歸，不得干涉行政，致荒學業」，如有違令越軌者，政府「惟有執法嚴繩，以治反動派者治之，決不稍事姑息」[1]:3737。
- 12月7日——李宗仁、白崇禧、張發奎經黃紹竑勸告，致電古應芬、陳濟棠、陳銘樞，提出和平解決桂局初步條件：一、中央給黃紹竑主持桂軍民政名義，二、重新指定張、桂軍集中地點，古、陳轉電南京中央請示，中央覆電主張以上二事決定後，李、白、張即須出洋，第二步由黃與廣東接洽；蔣介石偕江西省政府主席魯滌平、湖北省政府主席何成濬抵達南昌，晚與何應欽、朱紹良、魯滌平等會議湖南、湖北、江西、福建聯絡「剿共」方針[1]:3737-3738。
- 12月8日——黃紹竑離開南寧，取道龍州入安南轉香港，臨行前李宗仁、白崇禧在南寧設宴餞行，白恐黃到香港後去南京投蔣，在祝酒辭中稱：「廣西人不會投蔣。我們要爭取生存，必須奮鬥到底，一息尚存，此志不渝。」，黃答稱：「今後行動準則有兩條：第一是不再破壞國家，第二是不再破壞廣西。」；張學良在天津派察哈爾省政府主席劉翼飛訪閻錫山，勸早日出洋，告以對山西善後若有意見，可開誠相告，閻答「晉事已托商震、徐永昌，可與直接商議，余以下野之身，不願談時事，並不願發表何等意見」，劉覆命後，張即電促商震、徐永昌去天津協商[1]:3738-3739。
- 12月9日——蔣介石電令各路指揮懸賞5萬元購緝朱德、毛澤東、彭德懷、黃公略；蔣委現任江西省政府委員兼第九路軍高等顧問路孝忱兼代新十三師師長；國民政府任命王景岐為國立勞動大學校長[1]:3740。
- 12月11日——蔣介石抵廬山後電召在南京之吳敬恆、陳布雷、陳立夫、馬福祥等前往，12月12日吳敬恆等到廬山謁見蔣；商震、徐永昌應張學良電召抵達天津，即訪王樹常及張學良商山西省善後問題，決定晉事由張指揮，軍隊由徐維持現狀，政治交商震，軍費一部分由張發給，12月12日、13日兩日商、徐與續商山西、綏遠軍政善後辦法；陳光中在瀏陽就新編第三十二師師長職[1]:3742。
- 12月12日——「富田事變」發生，紅一方面軍總前委肅反委員會主任李韶九，奉命帶紅十二軍一個連隊到吉安縣富田村肅「AB團」，將省行委機關包圍，刑訊逼供信，濫捕濫殺，12月9日李韶九帶一個排，前往東固，同紅二十軍軍長劉鐵超商議肅「AB團」，五天之內抓捕「AB團」20餘，人人自危，12月12日紅二十軍第一七四團政委劉敵，從前線回東固，被疑為「AB團」後，率第一營包圍省行委，捆綁軍長劉鐵超，釋放「AB團」犯，李韶九聞訊逃走，釀成震驚中央蘇區之「富田事變」[1]:3742。
- 12月13日——中國國民黨中央以「討逆」軍事已告終，陸海空軍總司令部無存在必要，決於本年底實行裁撤，蔣介石是日電令總部準備結束，嗣因全國軍隊改編正在開始，湖南、湖北、江西三省「剿共」亦在進行之中，經蔣介石核准，從1931年1月起，總部展期三個月結束[1]:3743。
- 12月14日——張學良與商震、徐永昌會談晉、綏善後，徐擬請駐山西客軍10餘萬人出境，但無適當地點，久談莫決，乃力請將孫殿英、高桂滋等部直接聽張學良指揮節制，張允[1]:3744。
- 12月15日——財政部長宋子文通電實行裁厘，全國厘金及類似厘金之一切捐稅限本年12月31日止，一律永遠廢除，「另訂良好稅制，以期與民更始」；全國現有陸軍280師，國民政府擬縮編為100師，內中央軍60師、國防軍40師，四川軍50萬人將縮編為12師；國民政府令准考選委員會委員長戴季陶辭職，以副委員長邵元沖繼任，任命王用賓為考選委員會副委員長，陳布雷為教育部常任次長，劉瑞恆兼內政部衛生署署長[1]:3744。
- 12月16日——古應芬已被委為接洽桂局和平全權代表，是日陳濟棠訪古應芬詳商桂局[1]:3745。
- 12月20日——蔣介石下廬山赴漢口，政訓部主任周佛海及吳敬恆、邵力子等隨行[1]:3747。
- 12月21日——財政部決定實行特種消費稅，抵補裁厘，全國分為若干區進行徵收[1]:3748。
- 12月22日——閻錫山攜眷離開天津，搭乘日船「武昌丸」赴大連，臨行對記者稱：「在大連過新年後擬赴日本，今後專意研意研究文化及社會事業，先在日本視察都市及鄉間，然後轉赴歐美，經一年後再返日本」，12月24日閻抵大連，即入市外黑關莊之臨時寓所；外交部長王正廷、財政部長宋子文、軍政部長何應欽、交通部長王伯群、鐵道部長孫科、實業部長孔祥熙、代理內政部務張我華、教部政務次長李書華、常任次長陳布雷、蒙藏委員會委員長馬福祥、禁煙委員會委員長劉瑞恆在南京宣誓就職，胡漢民授印，王寵惠監誓；陸海空軍總司令部通令各軍即日將戰時「討逆軍部」一律裁併，歸各該師部辧理，其軍長名義仍照舊存在[1]:3748-3749。
- 12月23日——蔣介石委徐源泉、王金鈺分任川湘鄂及湘鄂贛邊區「剿共」清鄉督辦；蔣介石以新編第五師公秉藩部占領東固，特賞洋萬元，並將該師升格為陸軍第二十八師，以示獎勵；蔣介石任命劉峙為鄭州行營主任，魯滌平兼南昌行營主任；中共中央政治局發出《中央緊急通告》第九十六號，進一步承認六屆三中全會有「調和主義」的錯誤，承認「三中全會的路線仍然成為立三路線的繼續」；黃紹竑之代表伍廷颺奉蔣介石電召廬山面商桂局和平，已有結果，是日離開上海南下赴香港，奉蔣命迎黃紹竑入南京[1]:3749-3750。
- 12月24日——張學良在天津分批召見西北軍將領宋哲元、龐炳勳、孫良誠及晉軍將領徐永昌、商震、楊愛源、傅作義等，議定晉綏軍整編方案：一、晉軍原有十軍，人數約15萬，現縮編為四軍，約八萬人，由商震、徐永昌、徐永昌、楊愛源、傅作義等四人分任軍長，二、西北軍約五萬人，減為三萬人，縮編為一軍，以宋哲元為軍長，轄三師，以張自忠、馮治安、劉汝明分任師長，孫良誠另有任用，所部交宋哲元統轄，三、雜牌軍隊約三萬人，全部遣散，龐炳勳、孫殿英各縮編為一師，月餉105萬元，由晉負擔，遣散編餘軍隊之經費另行設法；立法院發表各委員會委員長暨委員名單：法制委員會委員長焦易堂，外交委員會委員長傅秉常，財政委員會委員長鄧召蔭，經濟委員會委員長馬寅初，軍事委員會委員長鈕永建[1]:3750-3751。
- 12月25日——蔣介石將四川、湖南、湖北、江西邊區劃分為8區，分別委李覺、王金鈺、劉建緒、郝夢齡、劉夷、蕭之楚、徐源泉7人為「剿匪」司令，蔣介石即日離開漢口回南京，以湖南、湖北、江西三省「剿匪」事宜責成何成濬辦理；國民政府明令優恤已故軍事參議院參議、四川省政府委員、前廣州大元師府中央直轄第三軍軍長盧師諦；中國國民黨中常會議決，推陳布雷為中央宣傳部副部長[1]:3751。
- 12月28日——鄭州行營遵蔣介石令移至開封[1]:3752。
- 12月29日——岳維峻奉蔣介石令任陸軍第三十四師師，是日在孝感防次宣誓就職；國民政府令准免禁煙委員會副委員長鈕永建職[1]:3753。
- 12月30日——第十八師師長張輝瓚率師部及2個旅在龍崗附近遭黃公略紅三軍阻擊，張部等「四面被圍，地勢險峻，糧彈罄盡，既難突圍而出，復無堅守之資」，紅軍終將敵全部殲滅，斃傷俘敵9,000餘人，張輝瓚被生俘[1]:3753-3754。

## 逝世
- 6月1日——徐寶璜，中國提倡新聞學最早，在北平病逝[1]:3603。
- 6月15日——呂煥炎，廣西省政府主席，在廣州新亞酒店被其衛兵馮名聲刺死[1]:3610。
- 7月1日——王士珍，前北洋政府國務總理，在北平病故，遺囑希望和平統一[1]:3622。
- 7月21日——王芝祥，前廣西副都督，在通州原籍病故[1]:3633。
- 7月26日——王鴻一，主辦山西村治學院並促使閻、馮合作，病殁北平，由梁漱溟接辦村治學院[1]:3636。
- 9月6日——俞作豫，廣西紅八軍軍長，與廖光華、王敬軒同在廣州紅花崗就義[1]:3650。
- 9月22日——譚延闓，國民政府行政院長、代理國民政府主席，在南京逝世[1]:3678。
- 11月11日——辛博森，閻錫山所委天津關稅務司，被刺受傷不治身亡[1]:3717。